# Biserica de lemn din Ogești

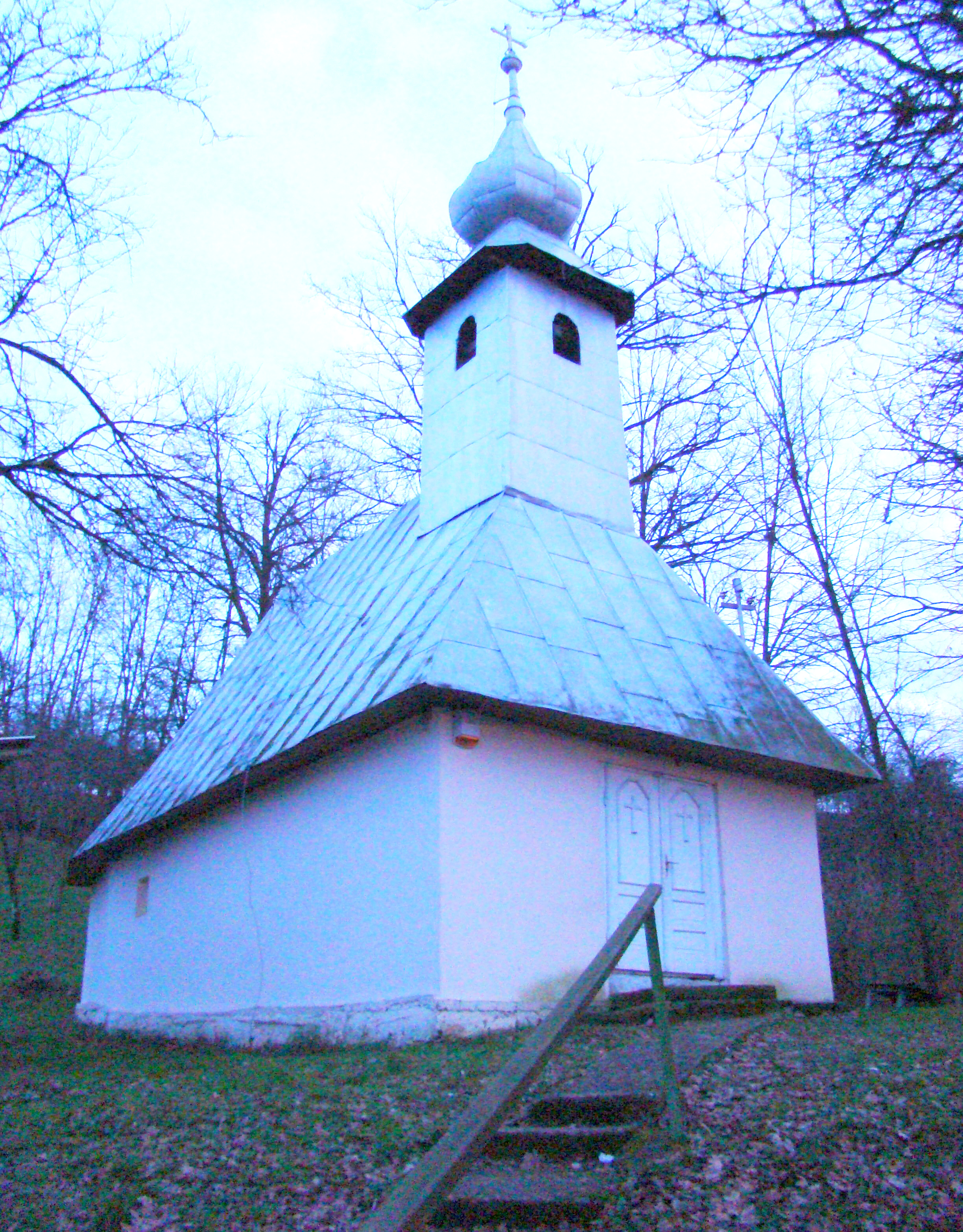
Biserica de lemn „Buna Vestire” din Ogești (ianuarie 2010)

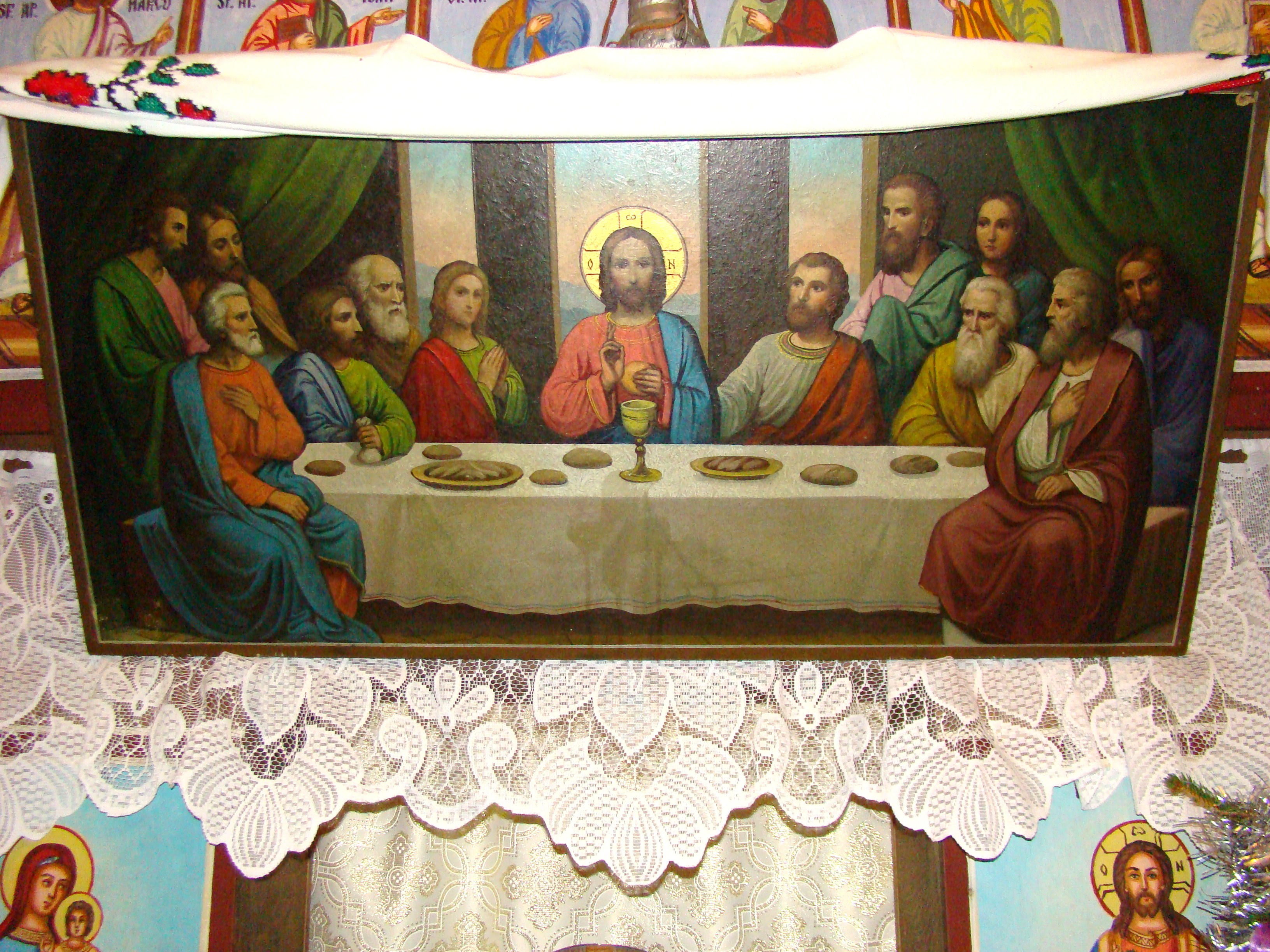

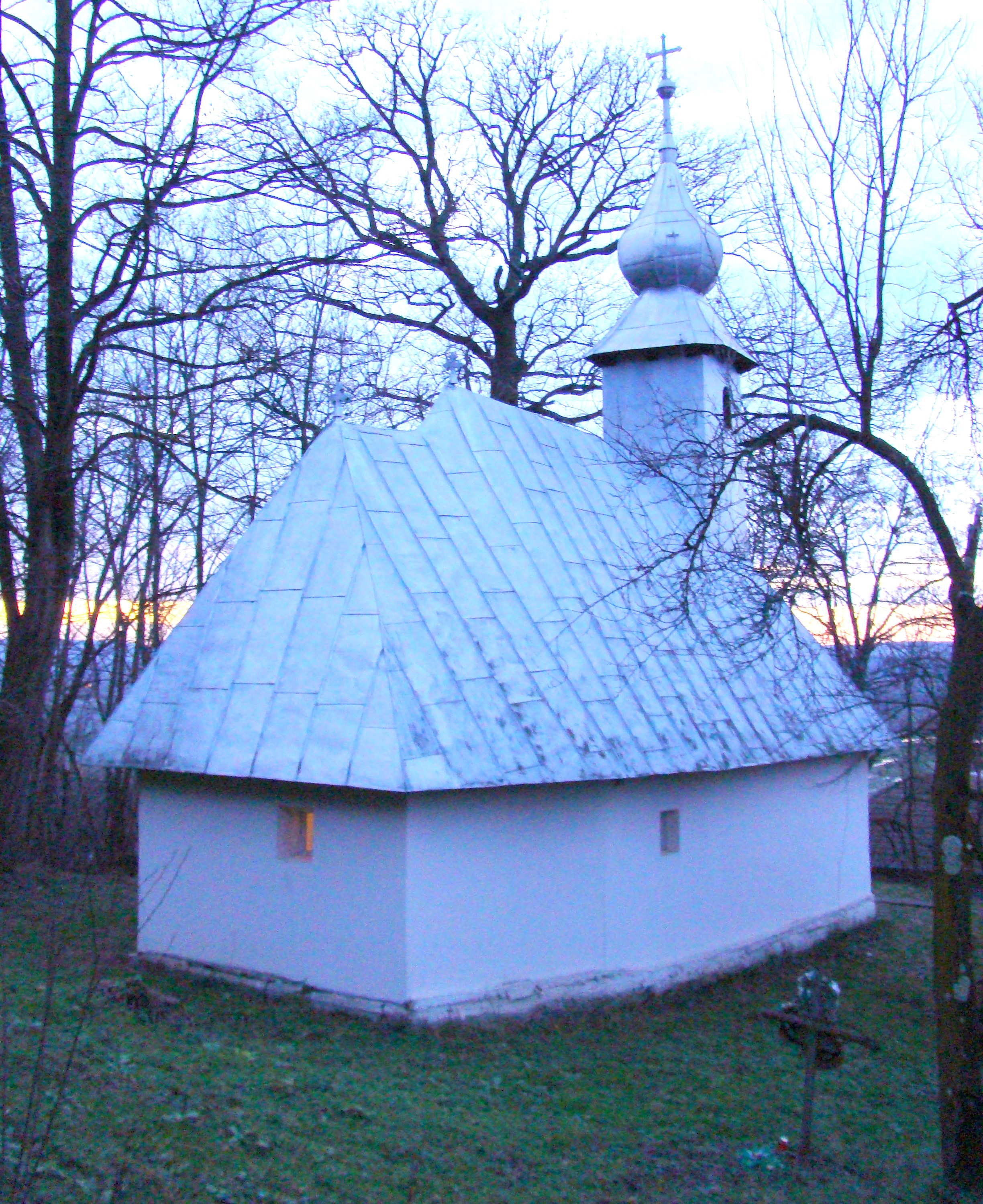

Biserica de lemn din Ogești se află în localitatea omonimă din comuna Sâmbăta, județul Bihor și a fost construită în anul 1826. Biserica se află pe noua listă a monumentelor istorice sub codul LMI:  BH-II-m-B-01178. Are hramul „Buna Vestire".

## Istoric și trăsături
Biserica de lemn „Buna Vestire" din Ogești a fost construită în anul 1826. Pe temelia din pietre de râu se ridică pereții din cununi orizontale de bârne. Laturile nordice și sudice ale altarului sunt puțin oblice în raport cu cele ale navei. Deasupra tindei se ridică turnul cu baza căptușită cu scânduri de brad. Coiful piramidal se continuă cu bulbul de influență barocă.
În anul 1925 biserica a fost renovată. Pereții au fost acoperiți cu un strat de tencuială, iar acoperișul a fost învelit cu tablă. În interior pereții și iconostasul sunt împodobiți cu icoane pe sticlă de la Nicula. Biserica a fost pictată în anul 1988. Această biserică este amenințată cu dispariția. Au apărut crăpături mari în tencuiala pereților și sunt necesare lucrări de consolidare atât a edificiului propriu-zis cât și a terenului pe care este construită. Lucrările de consolidare a scheletului din lemn ar duce oricum la sacrificarea picturii în frescă realizată în urmă cu 20 de ani. Aceste lucrări depășesc posibilitățile micii comunități locale, care, și prin eforturile preotului Cosmin Lunca, a început construirea unei noi biserici de zid. „Soluția” găsită de cei de la Ministerul Culturii este o eventuală declasificare, scoaterea ei de pa lista monumentelor istorice, și apoi, așa cum s-a întâmplat în multe alte locuri „Prăbușească-se în pace!”. Frapează, ca și în restul țării, lipsa totală de interes a forurilor bisericești, care, pe lângă faptul că nu se implică nici măcar prin demersuri oficiale pentru salvarea acestor biserici, obligă parohii sărace, în care locuitorii nu au nici măcar surse elementare de subzistență (zone care nu au fost colectivizate și în care locuitorii nu au nici măcar modestele pensii de foști membri C.A.P.), să contribuie la edificarea unor grandioase catedrale (vezi cazul Catedralei Episcopale din Arad), în timp ce extaordinara zestre de biserici de lemn din Arad, atât cât a mai rămas din ea, este lăsată de izbeliște, iar preoți tineri care ar dori să salveze lăcașurile de cult sunt lăsați să se lupte până la exasperare cu „morile de vânt”-birocrația și lipsa de interes a autorităților.

## Imagini din interior

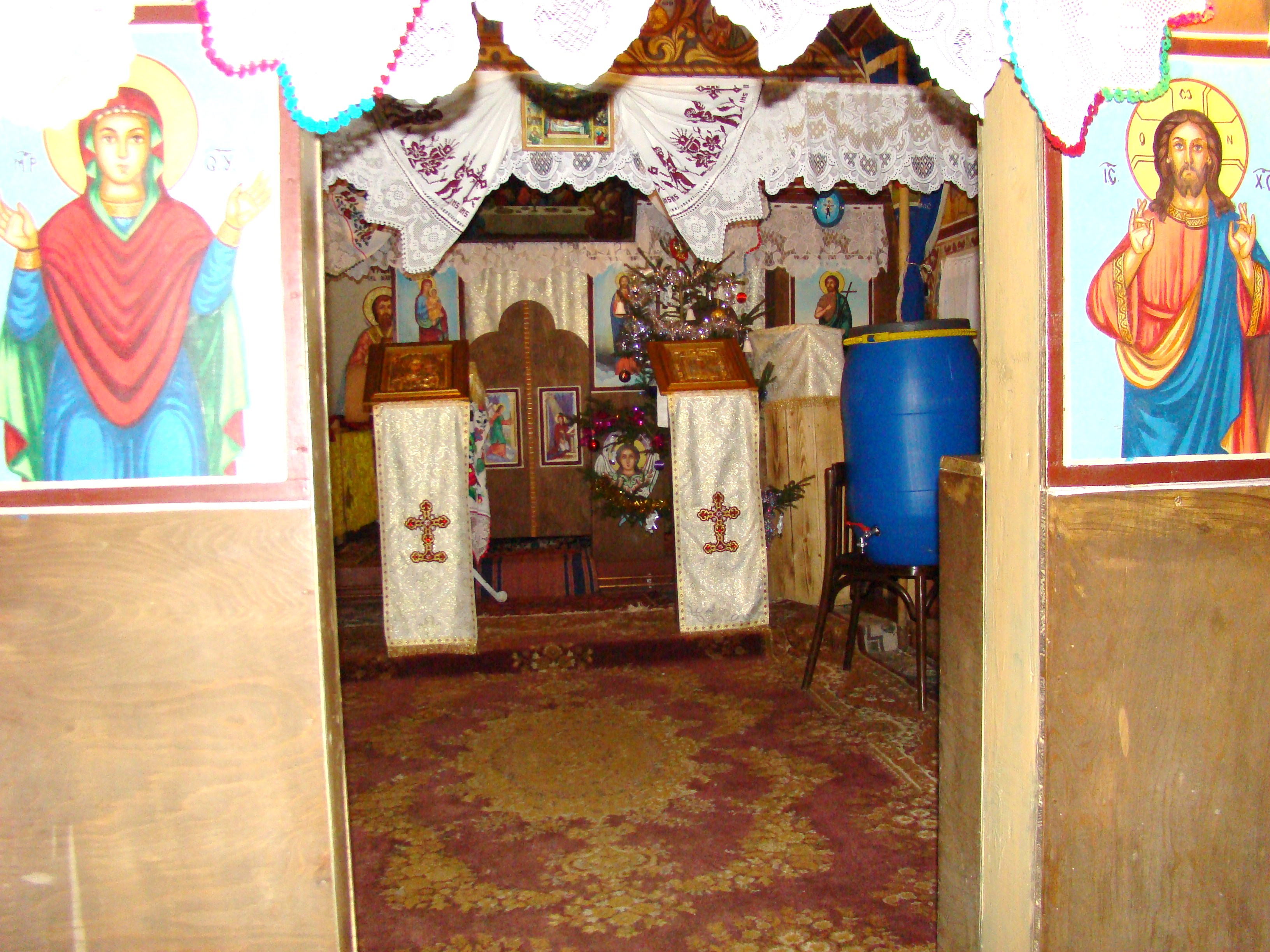
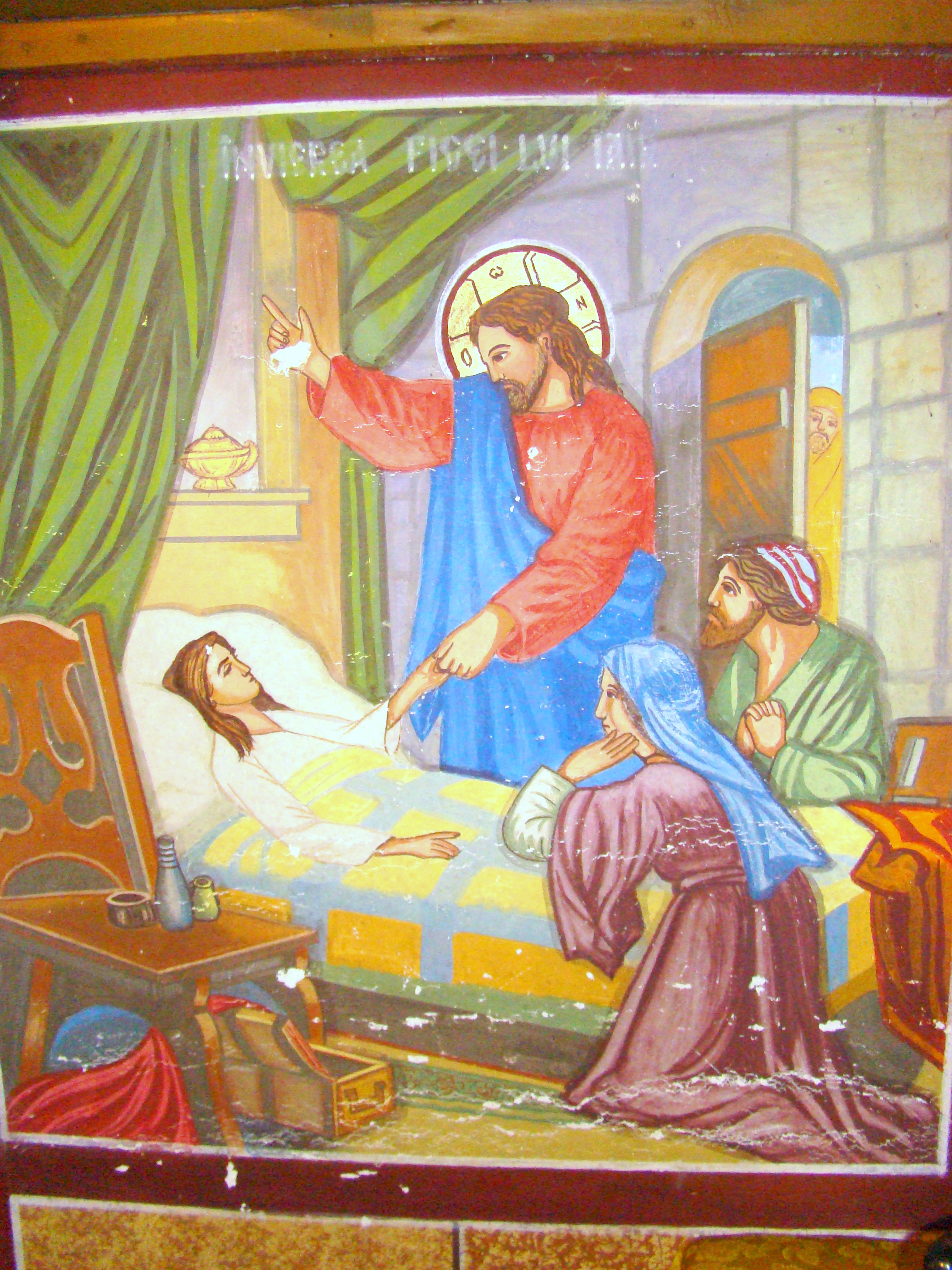
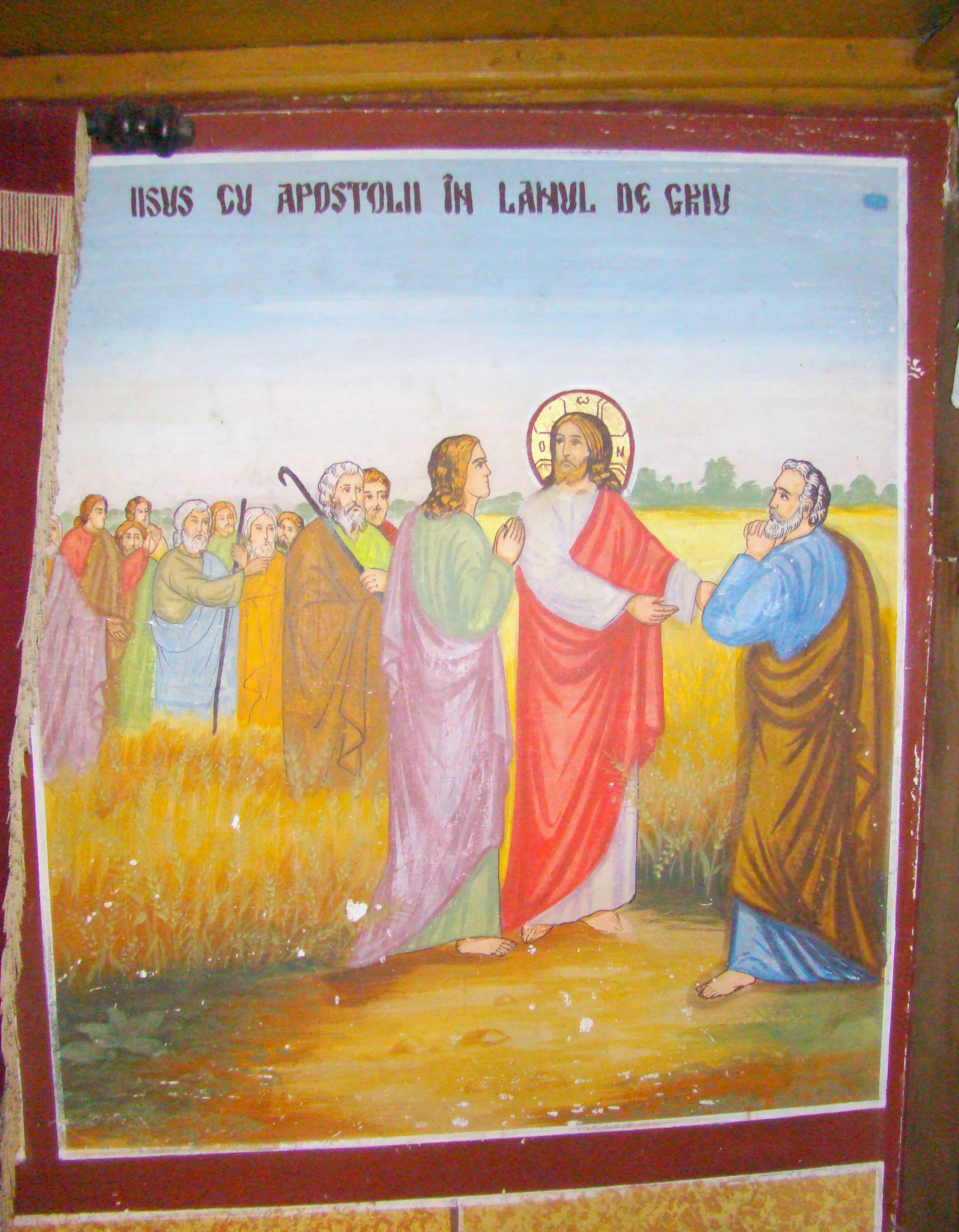
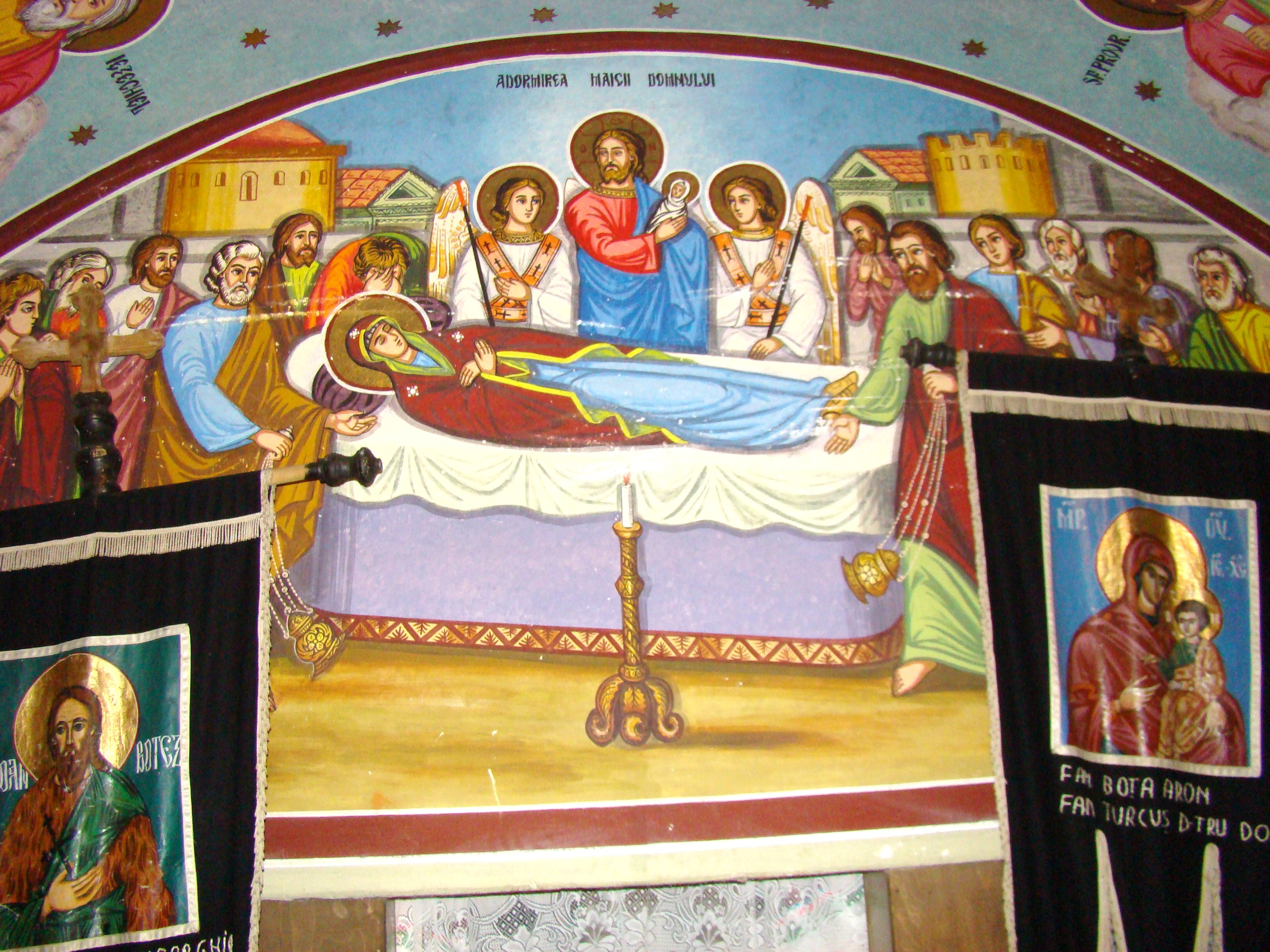
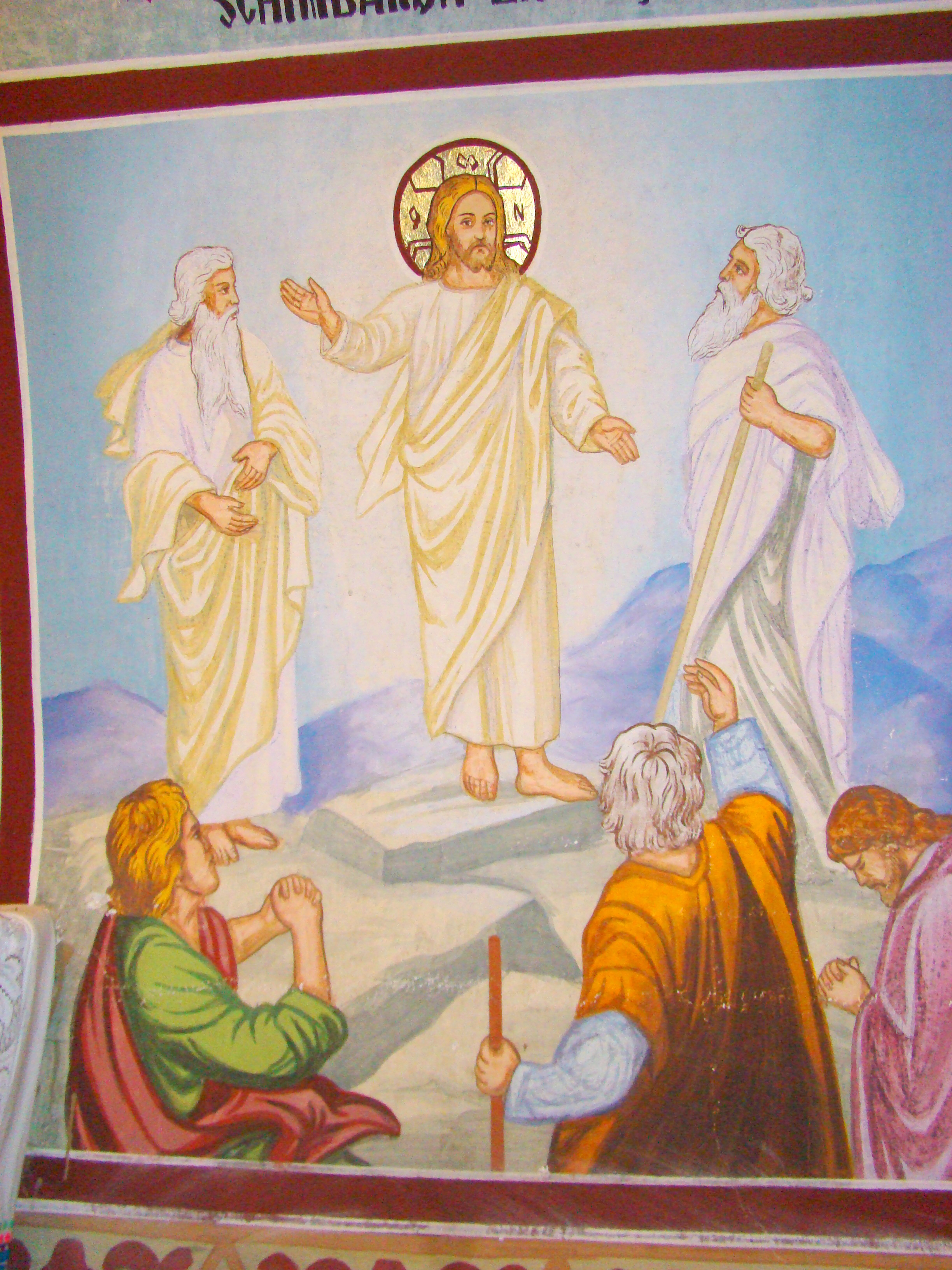
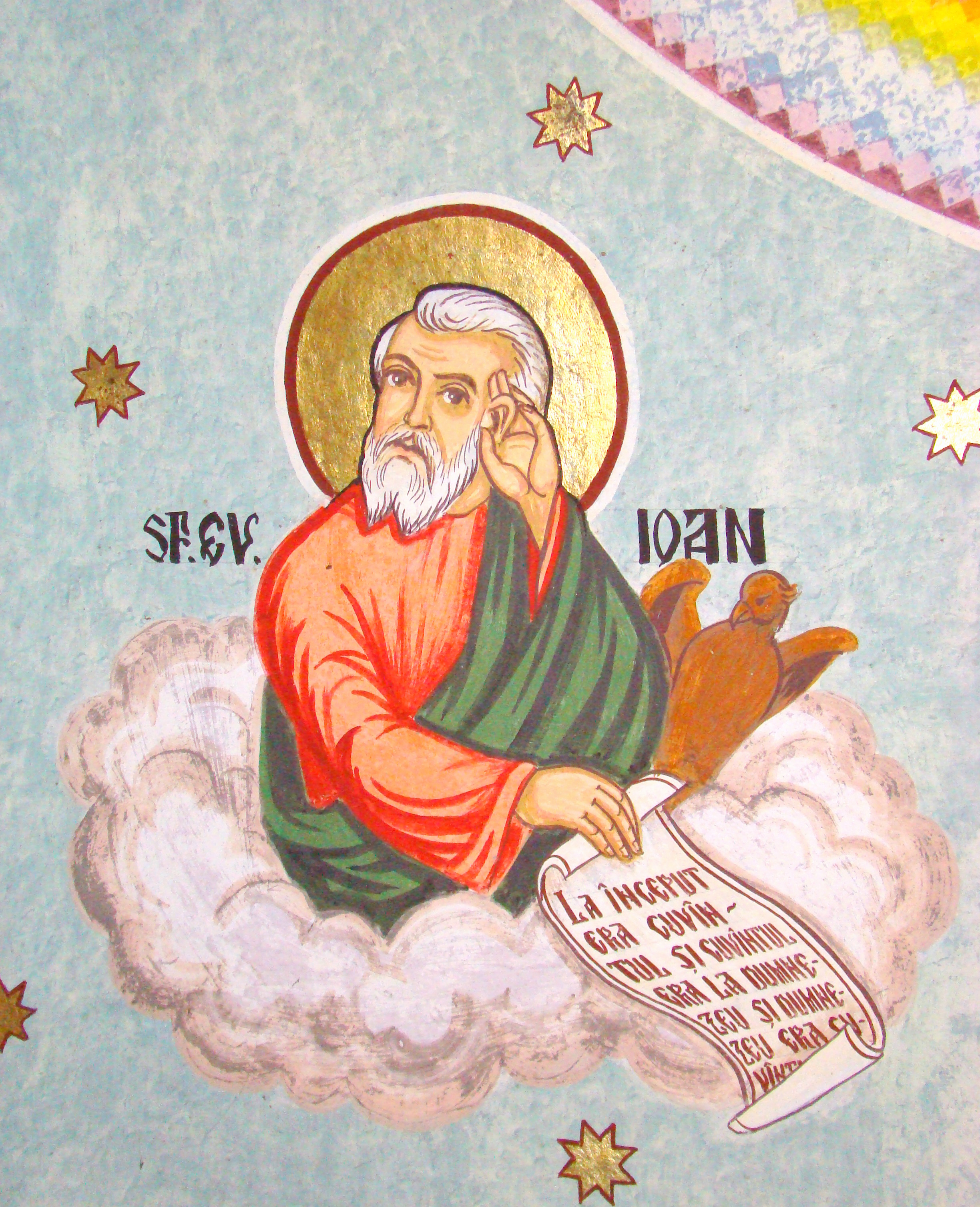
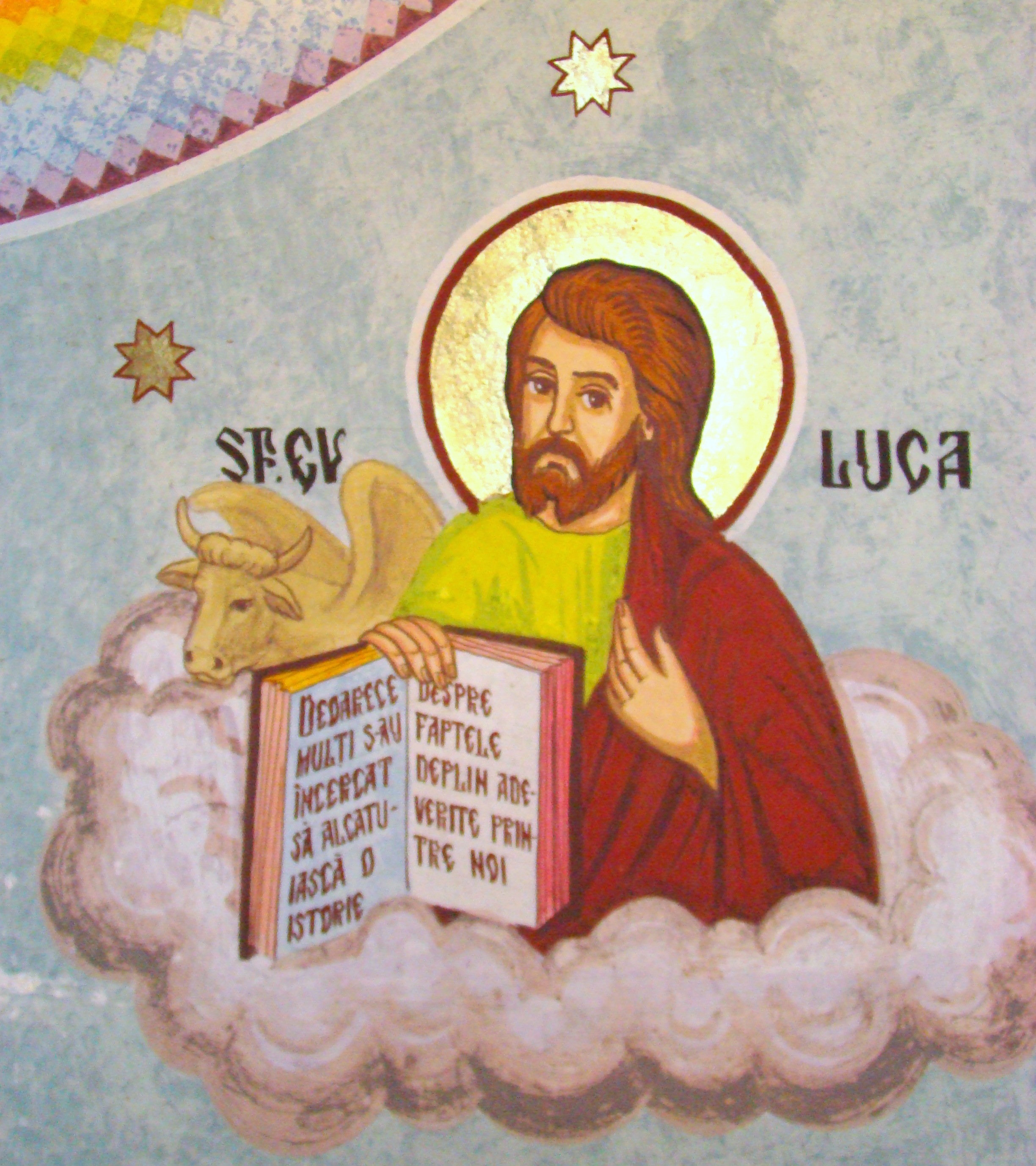
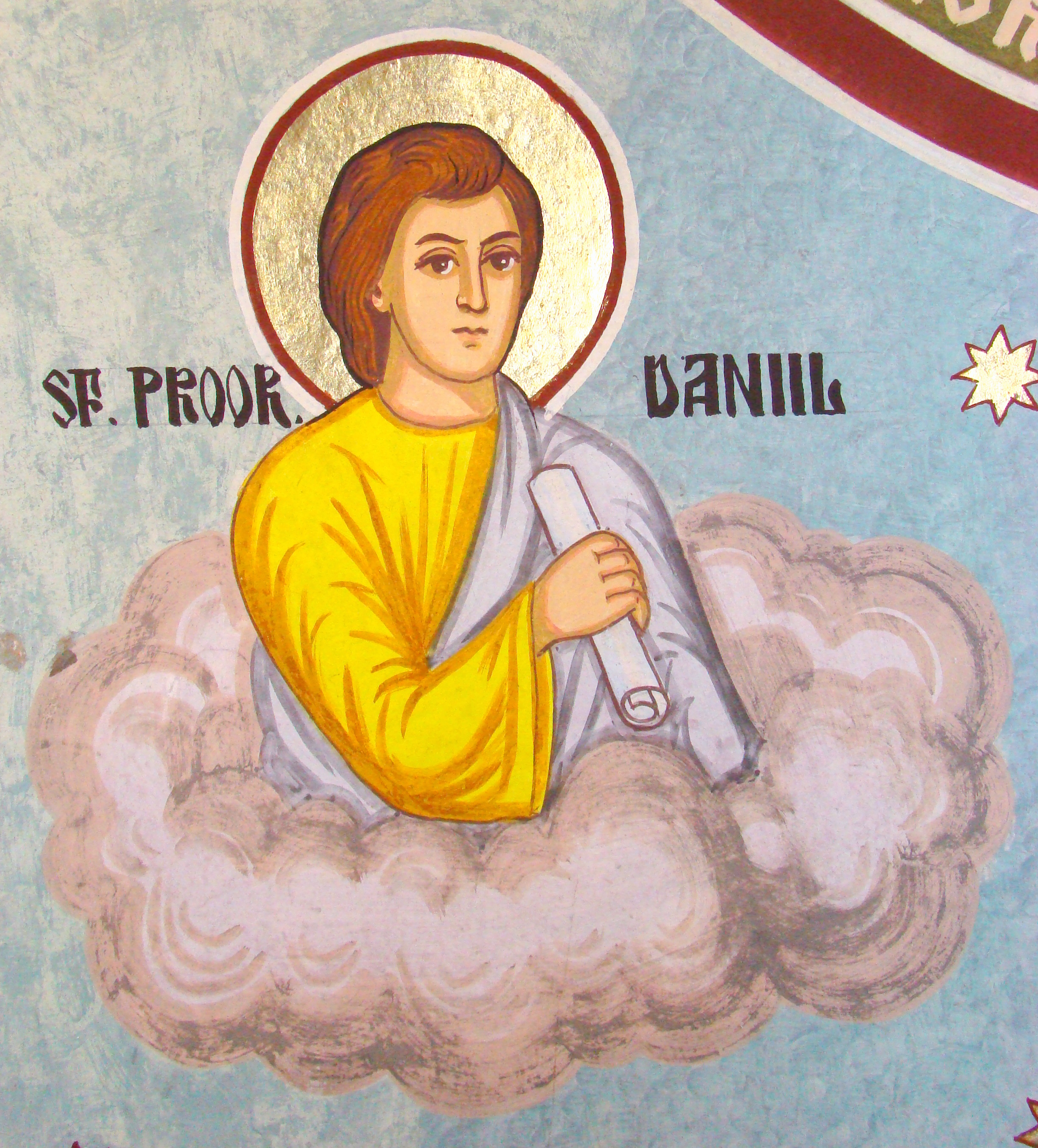
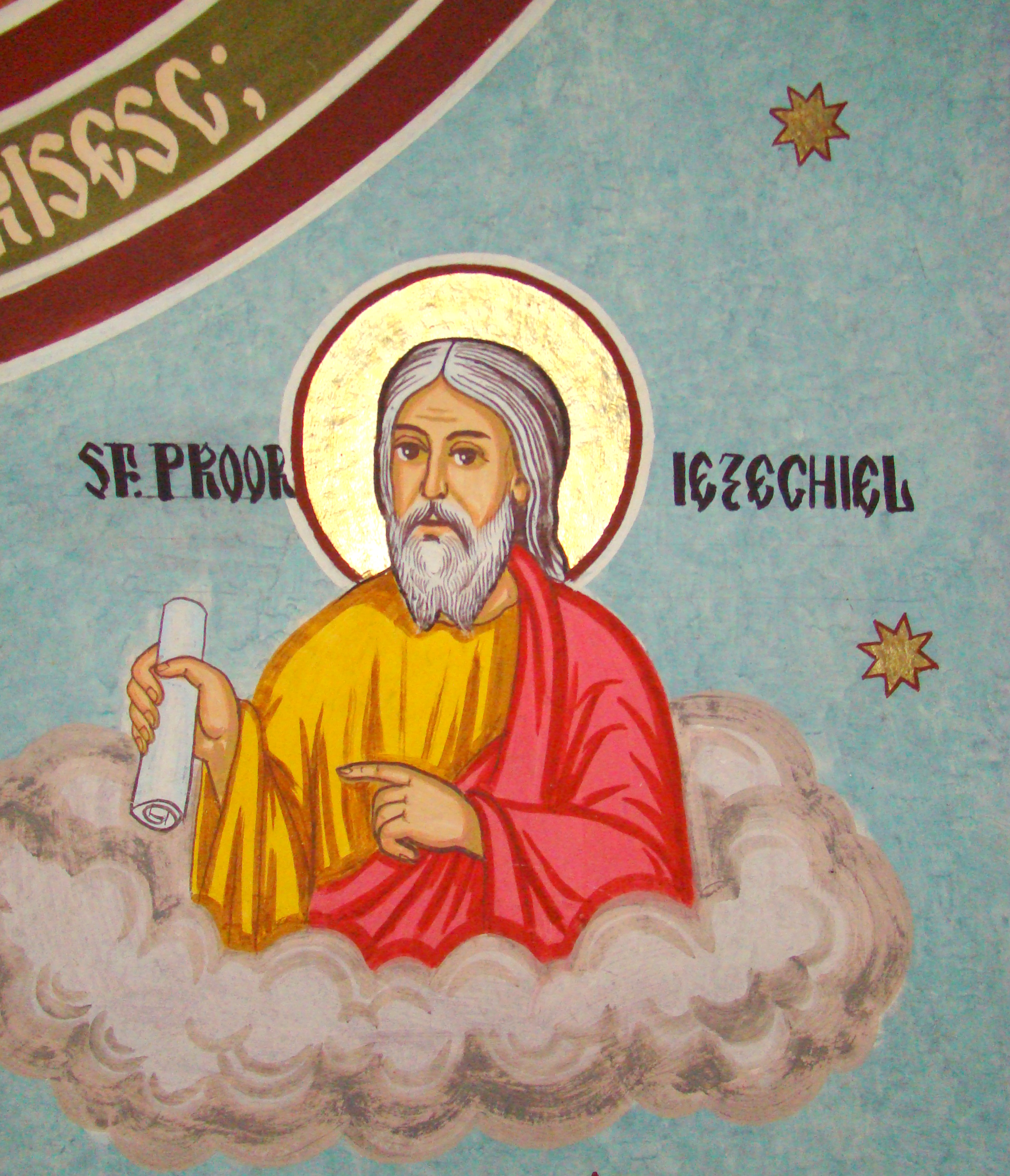
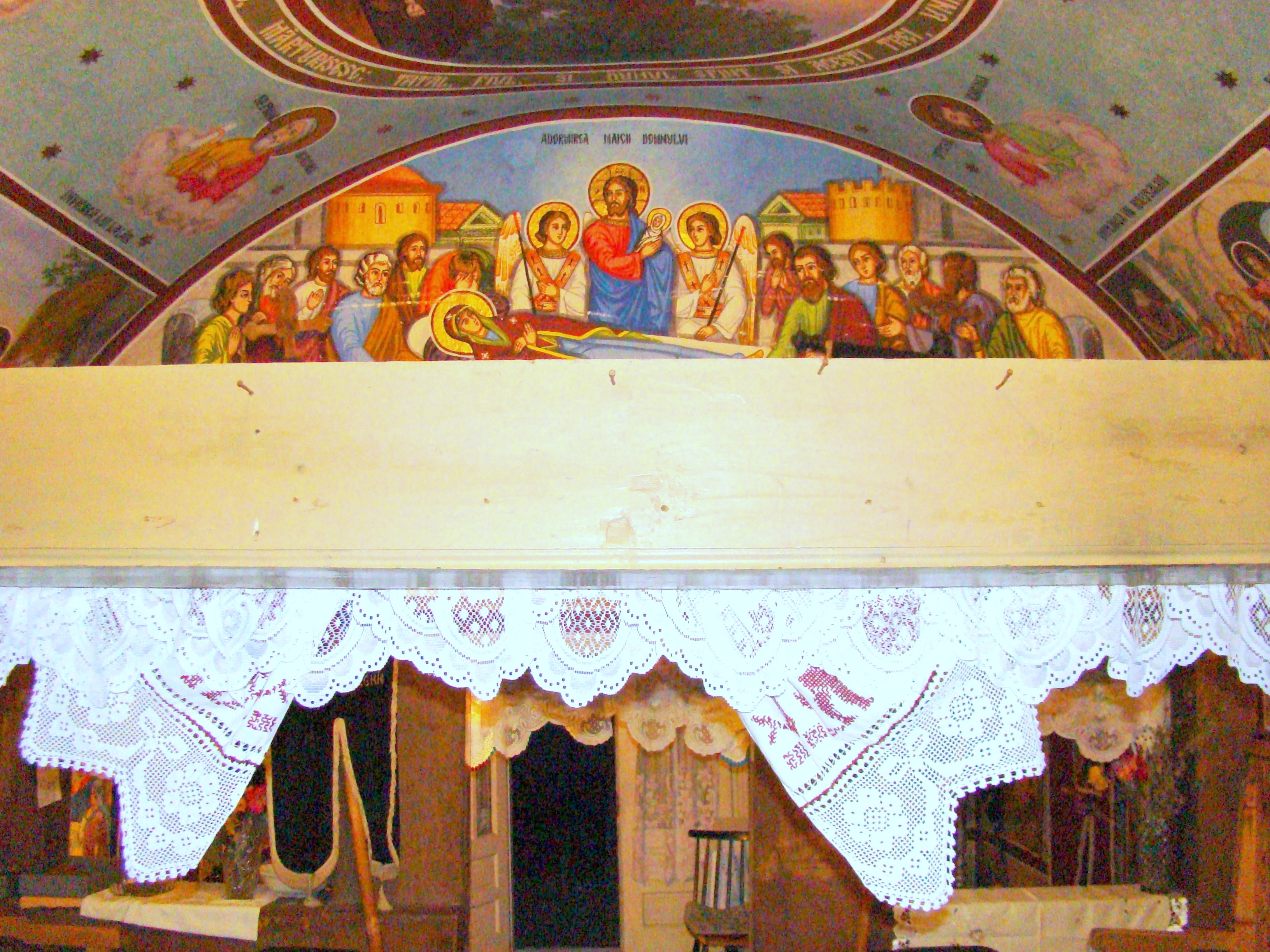
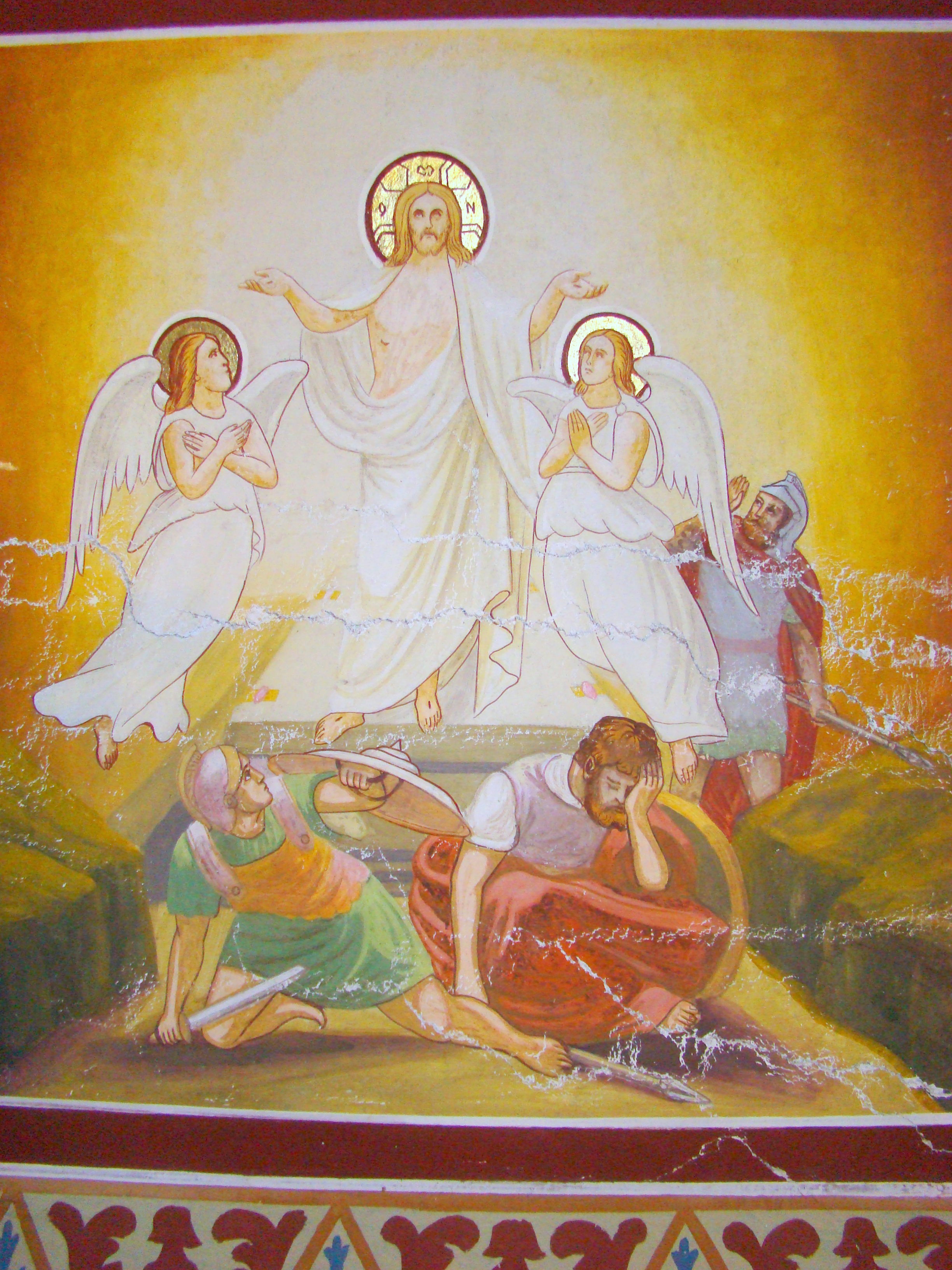
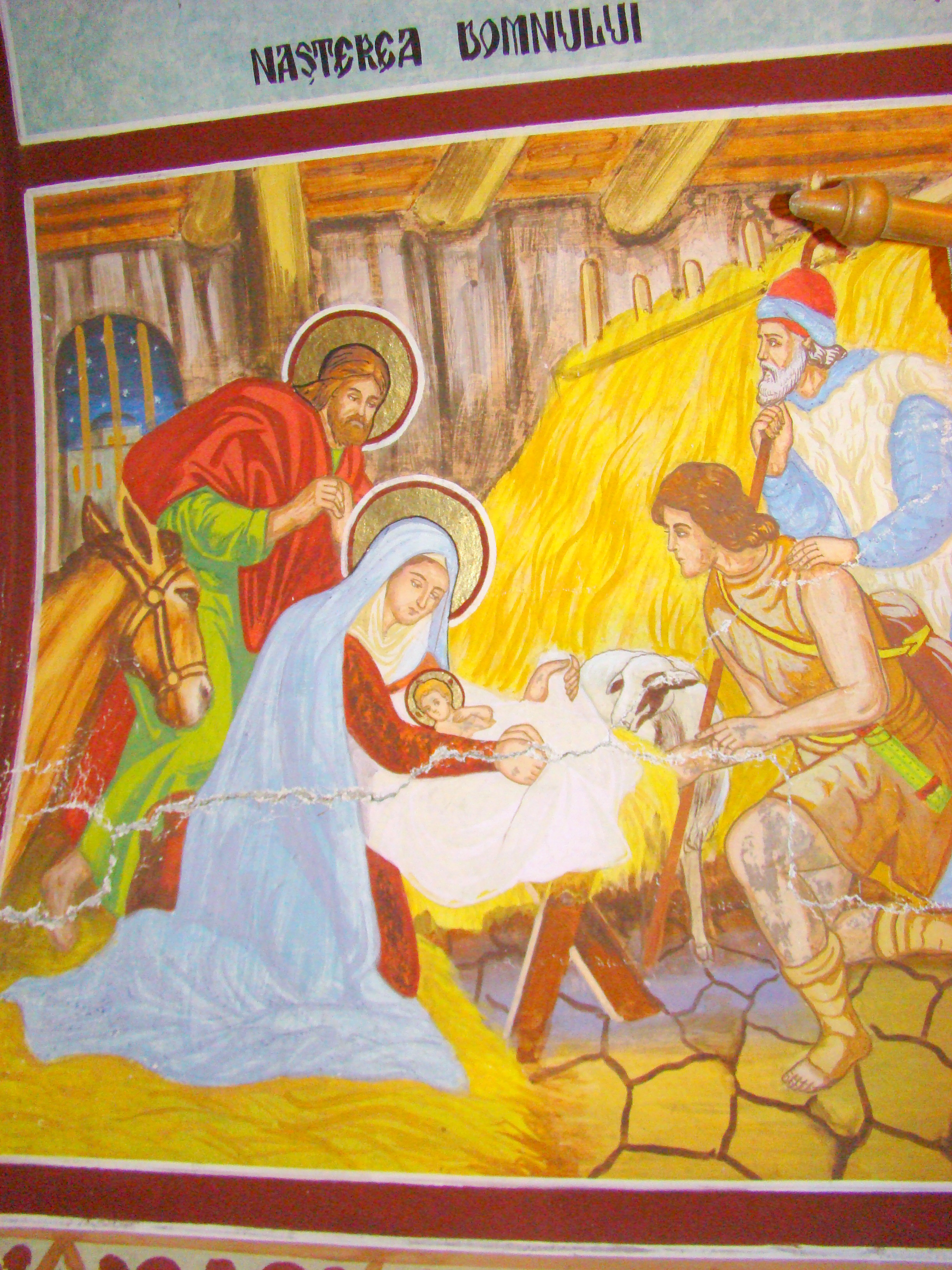
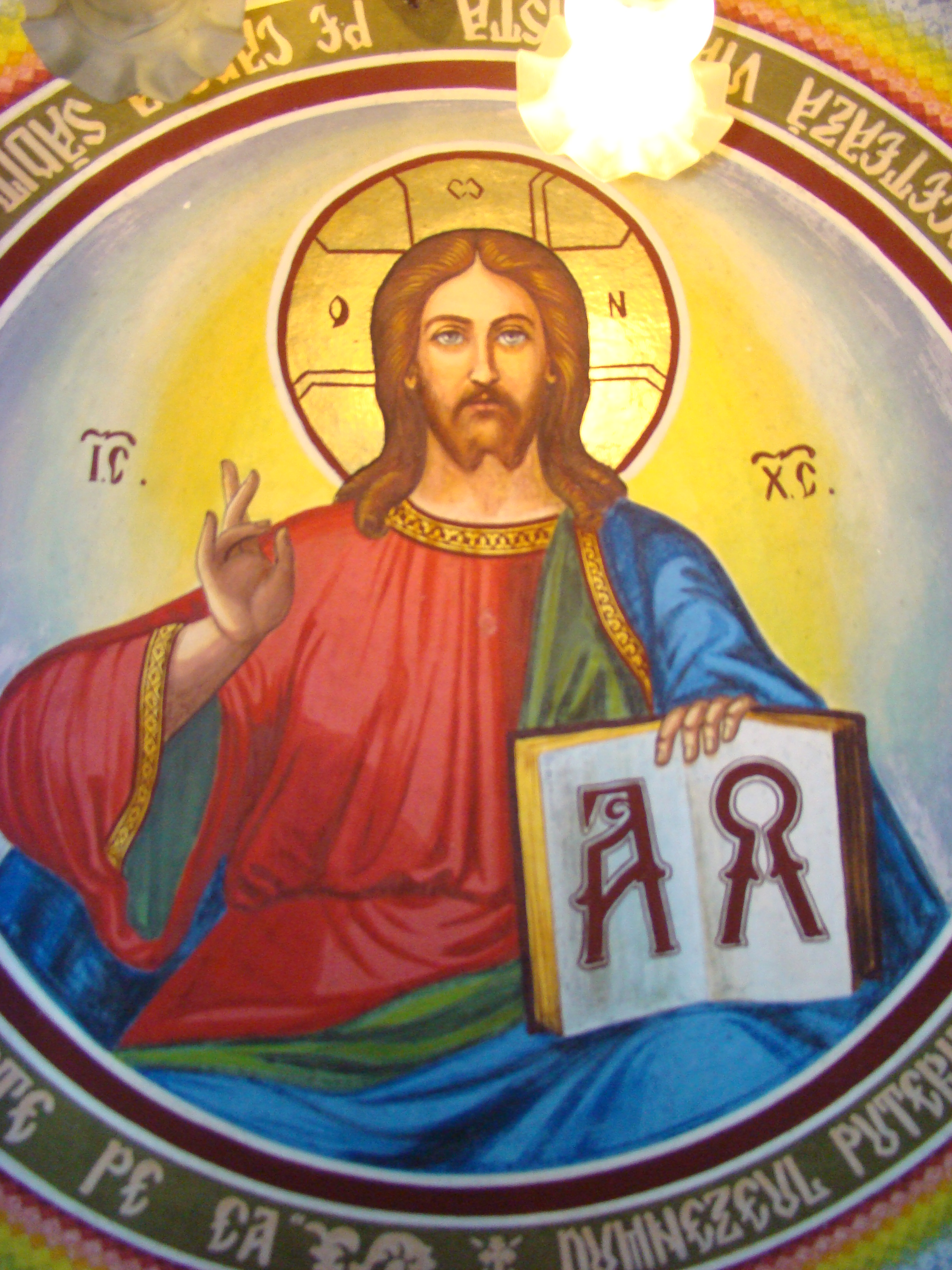
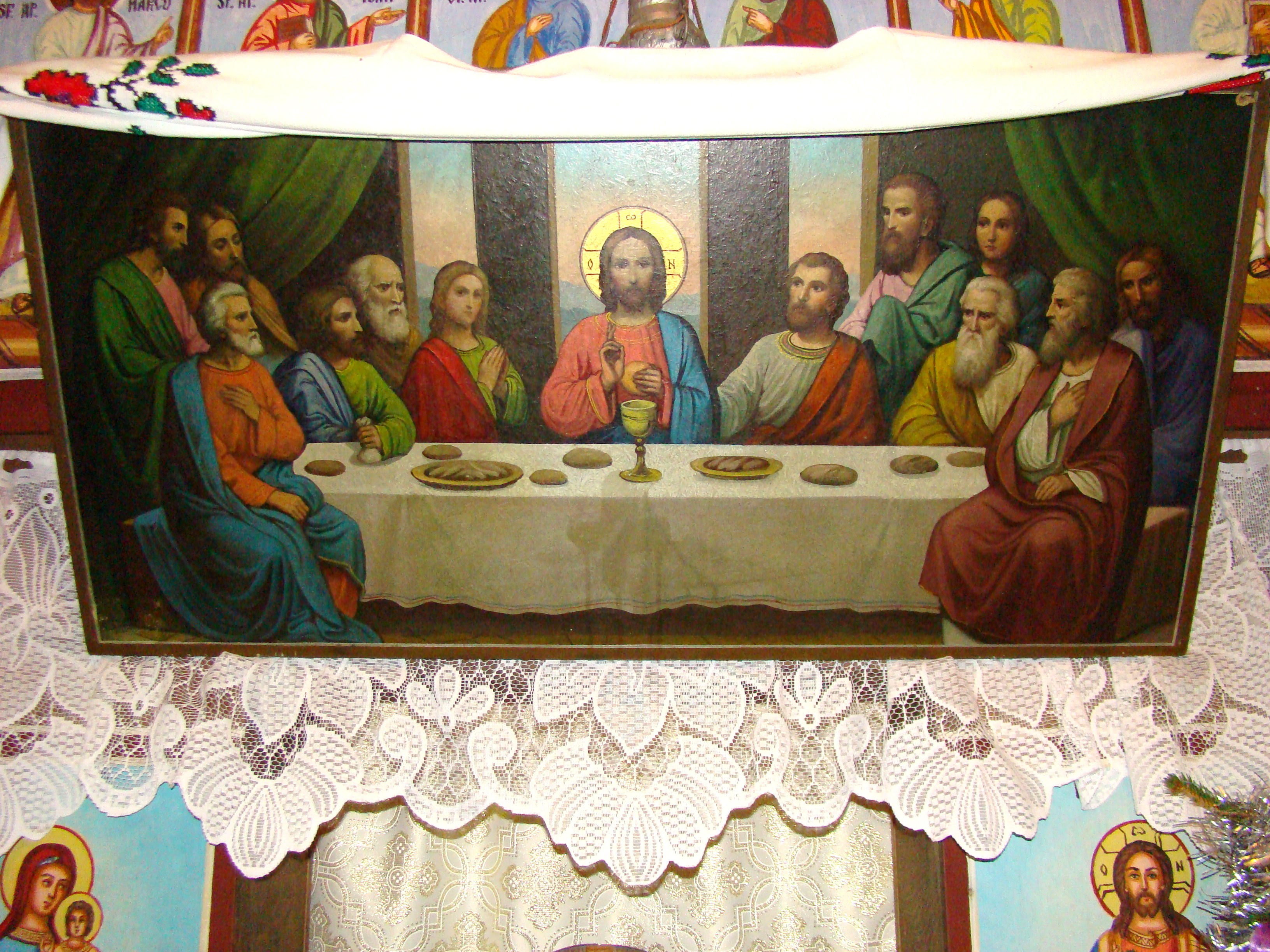
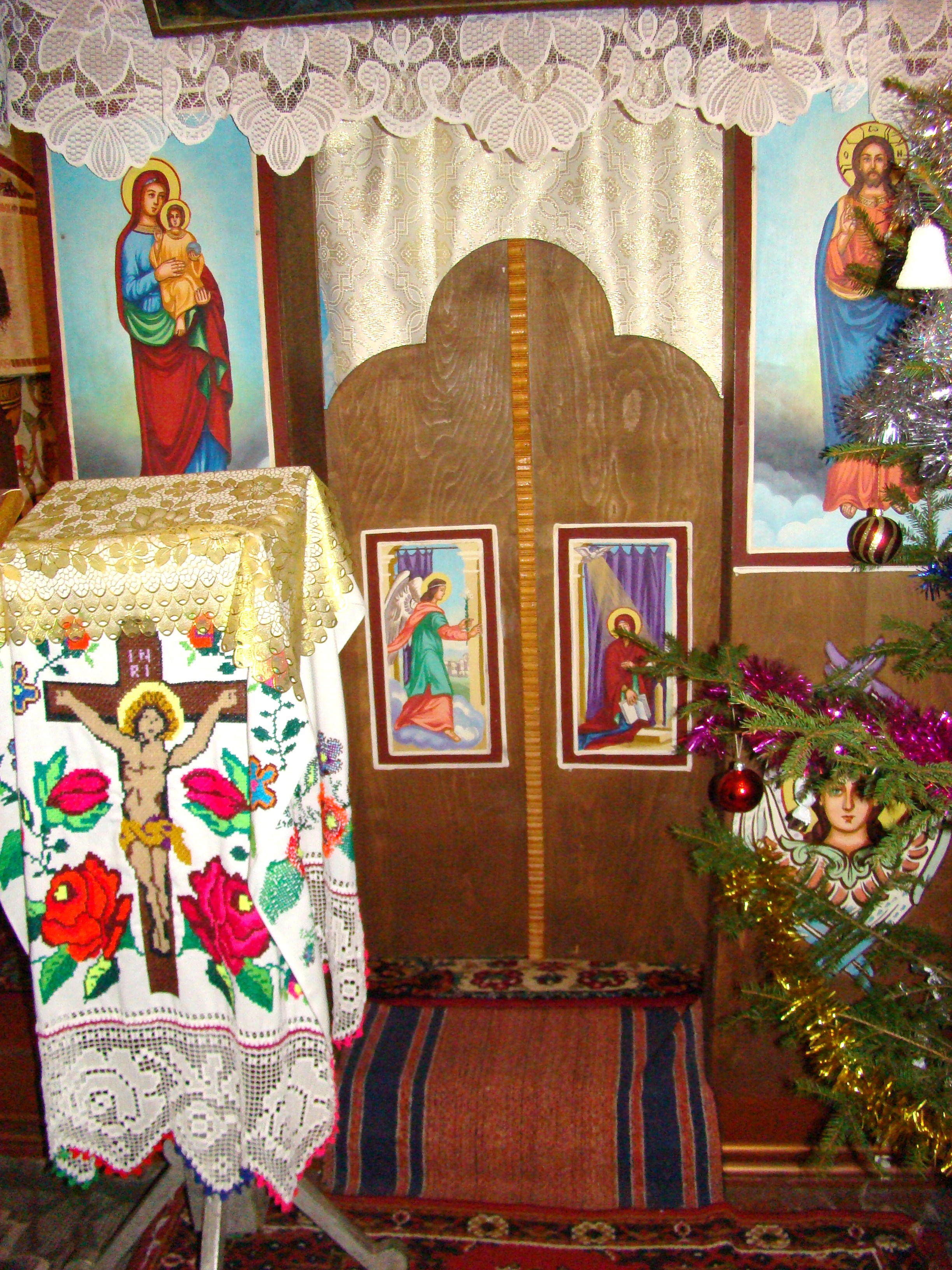
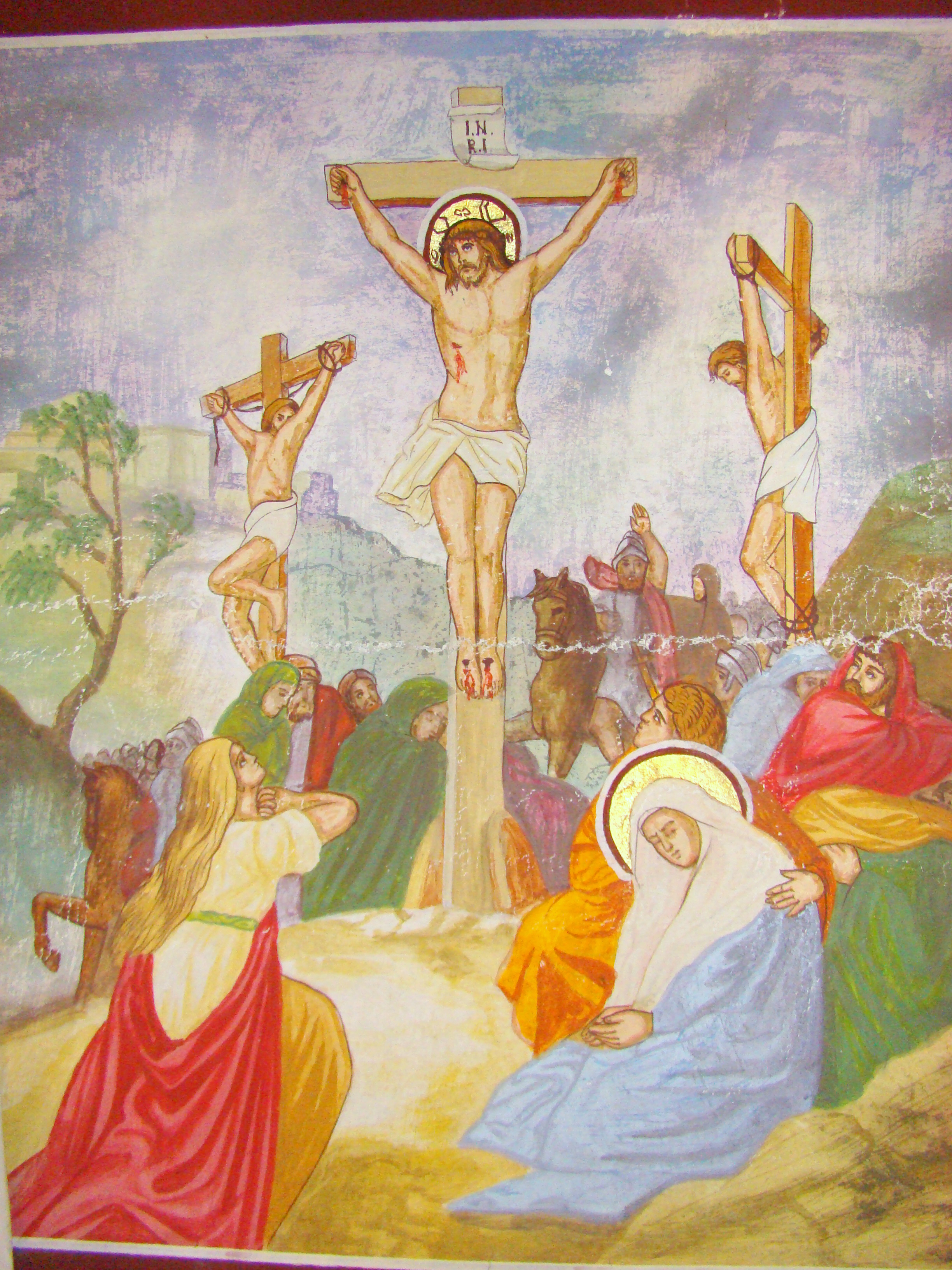
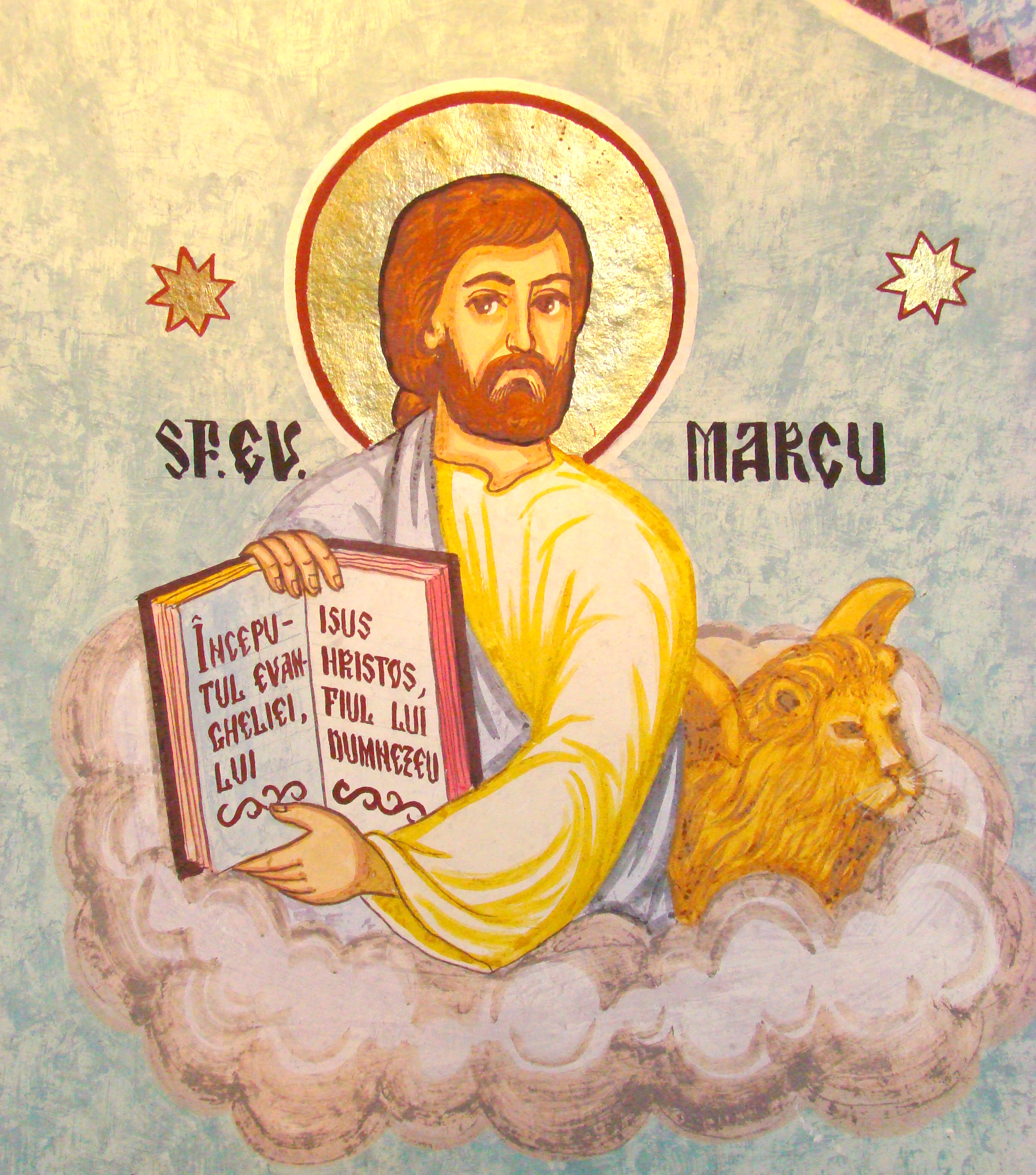
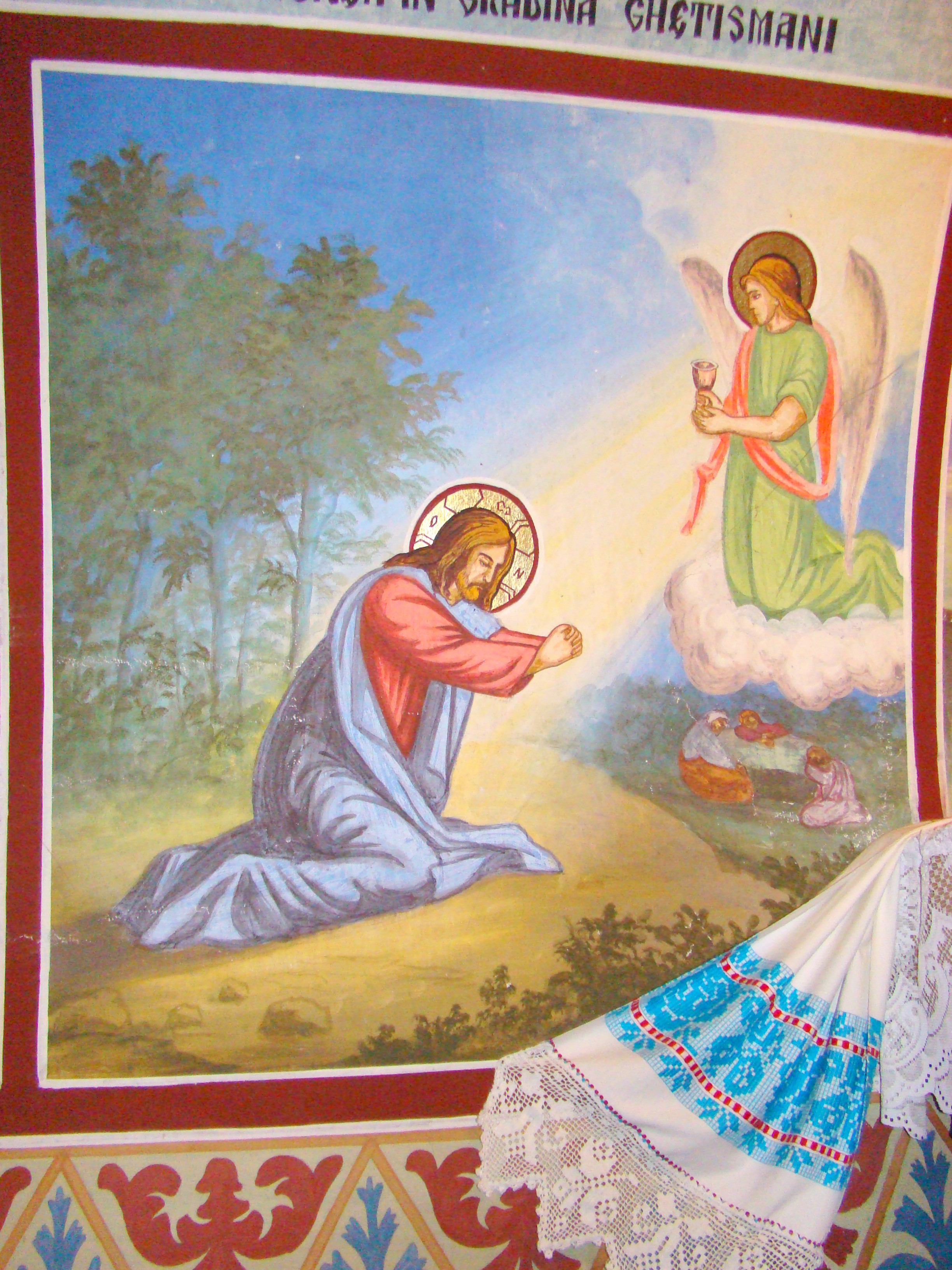
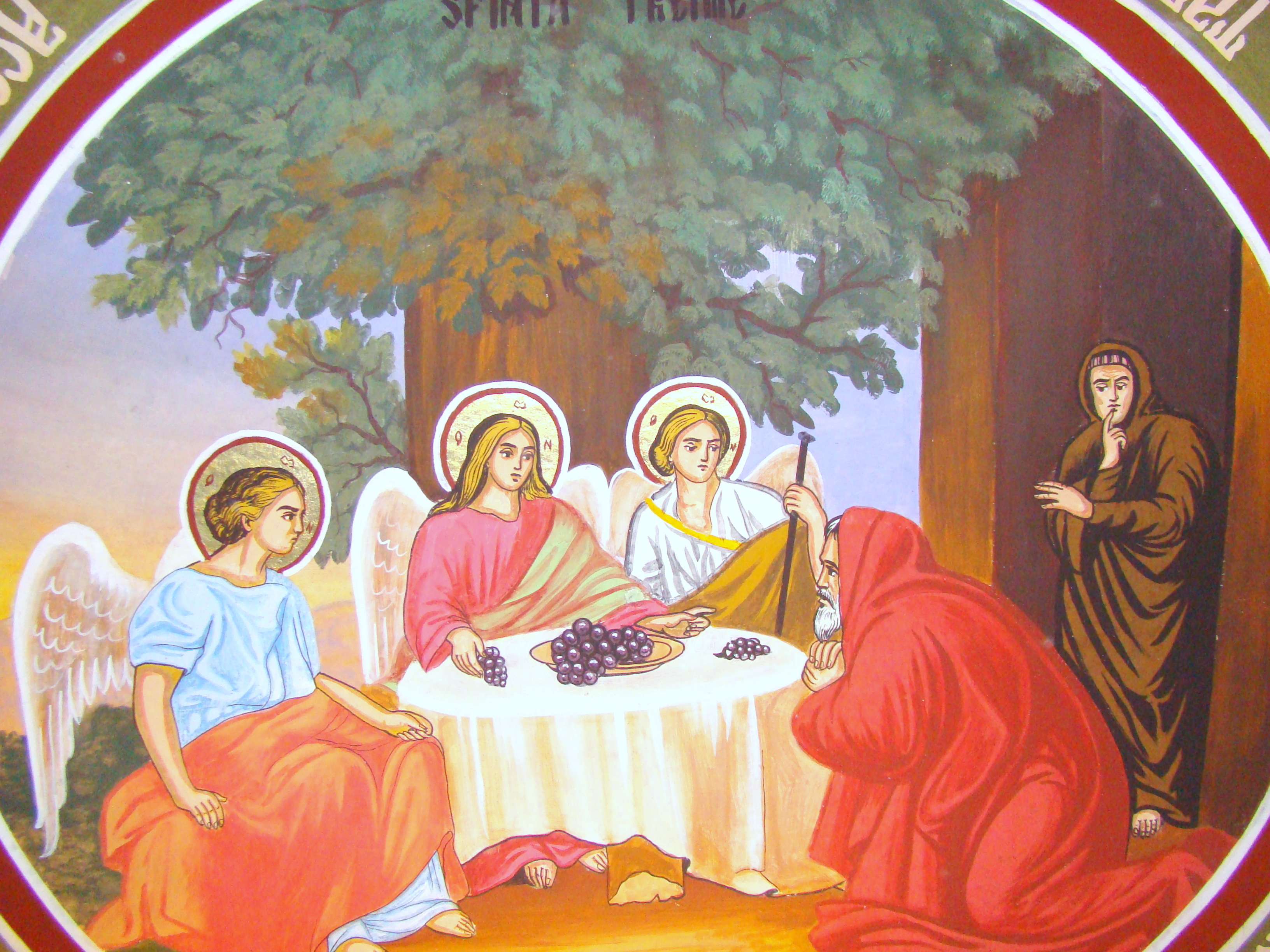
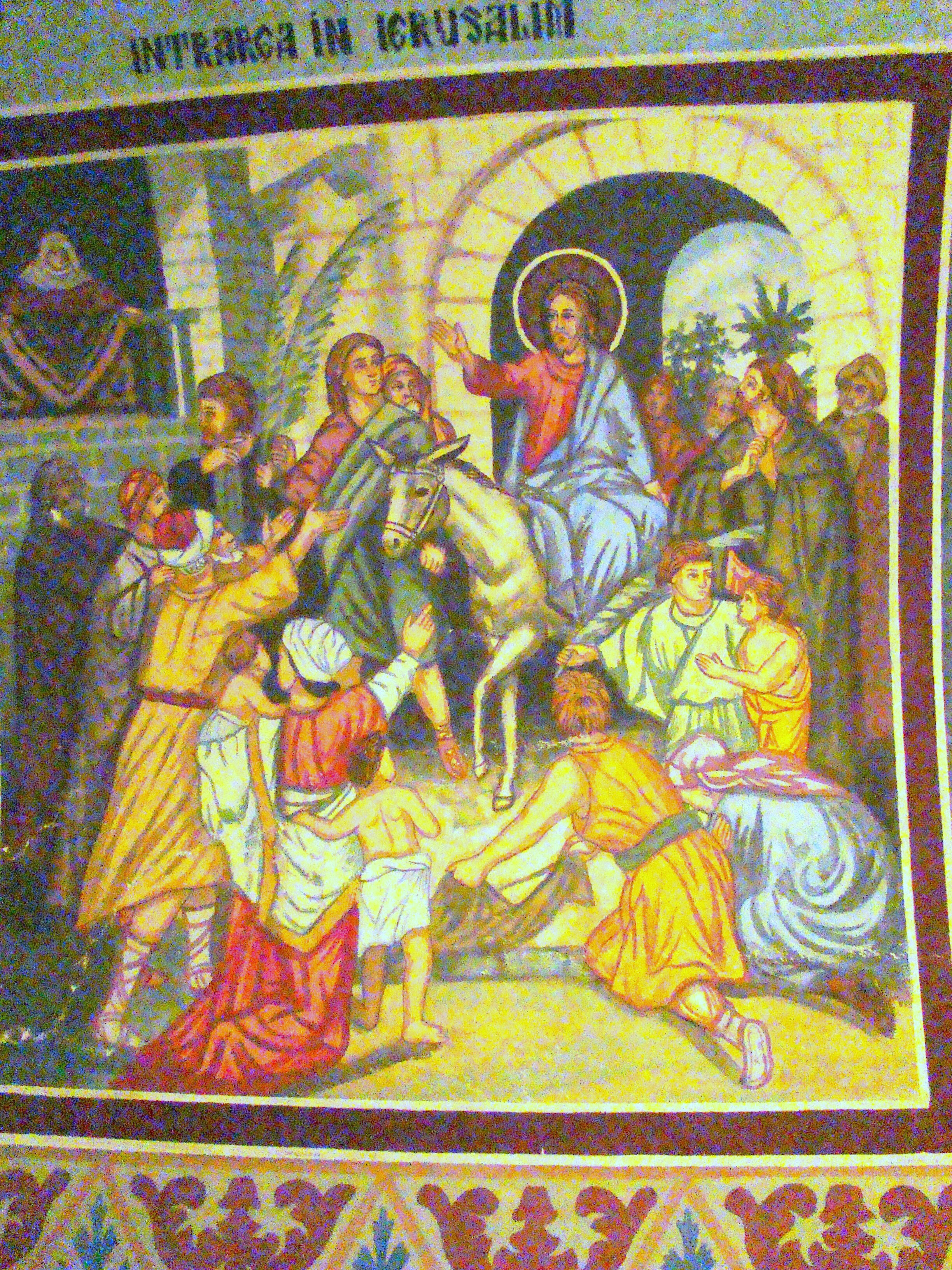
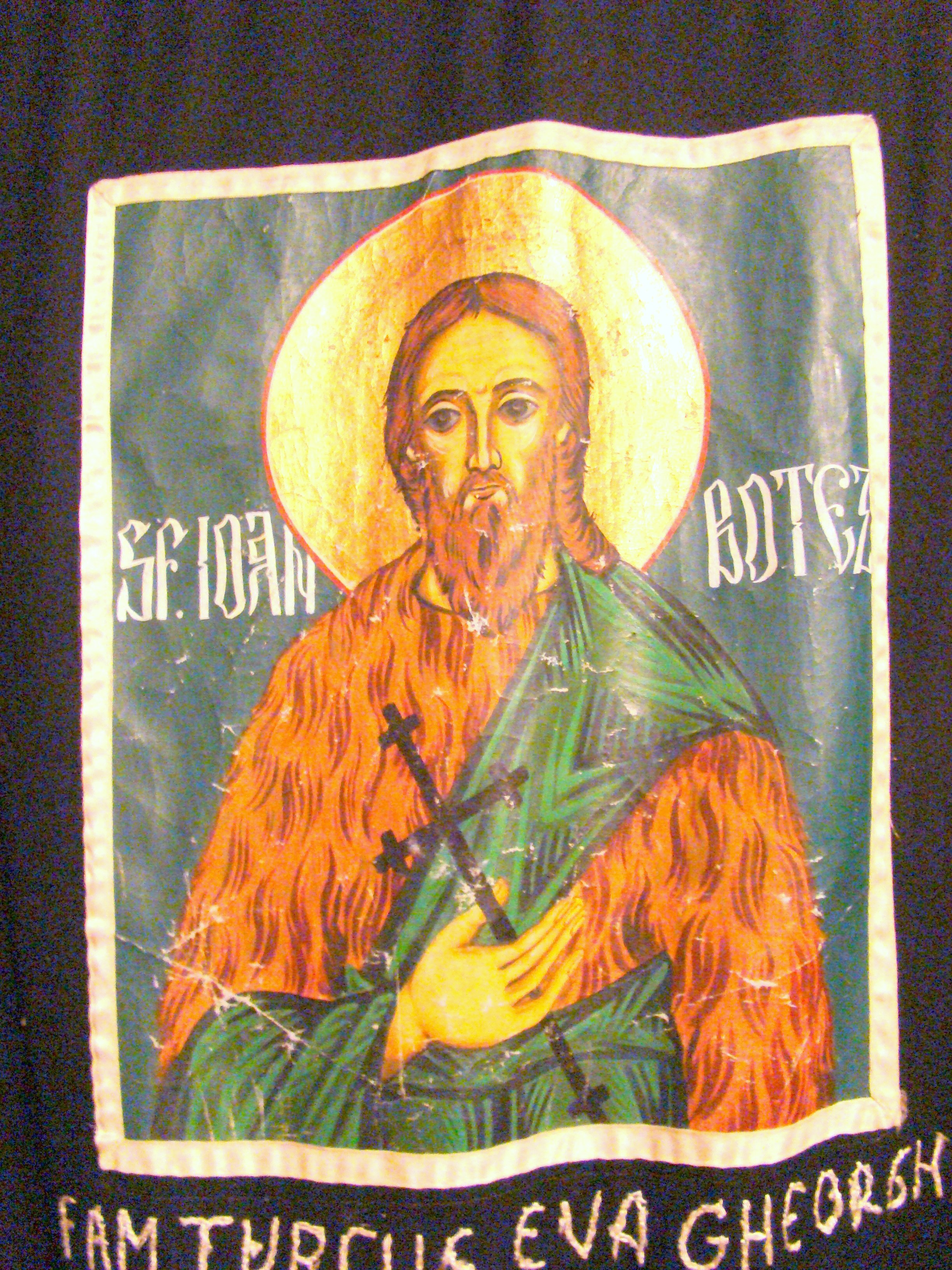
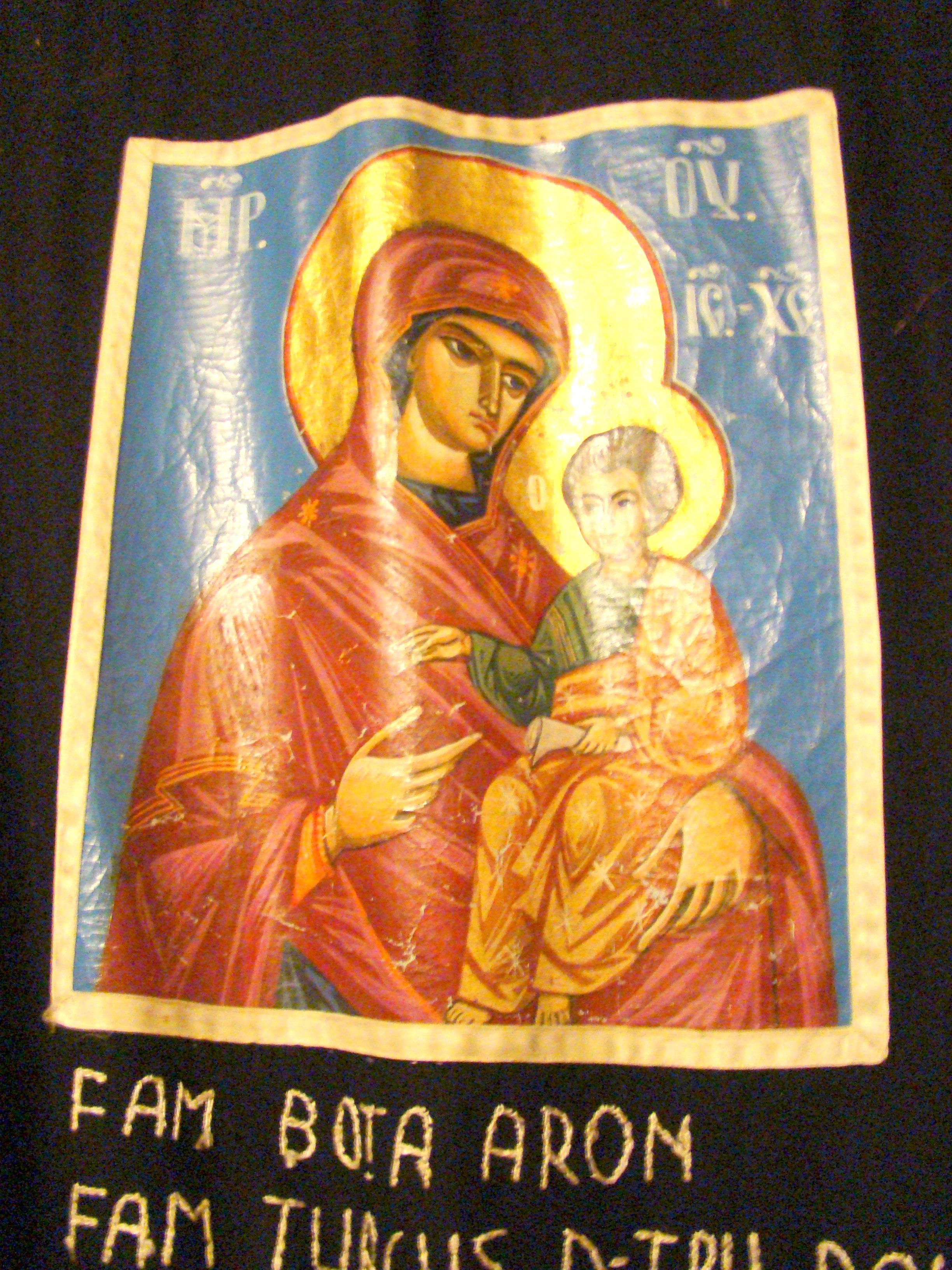
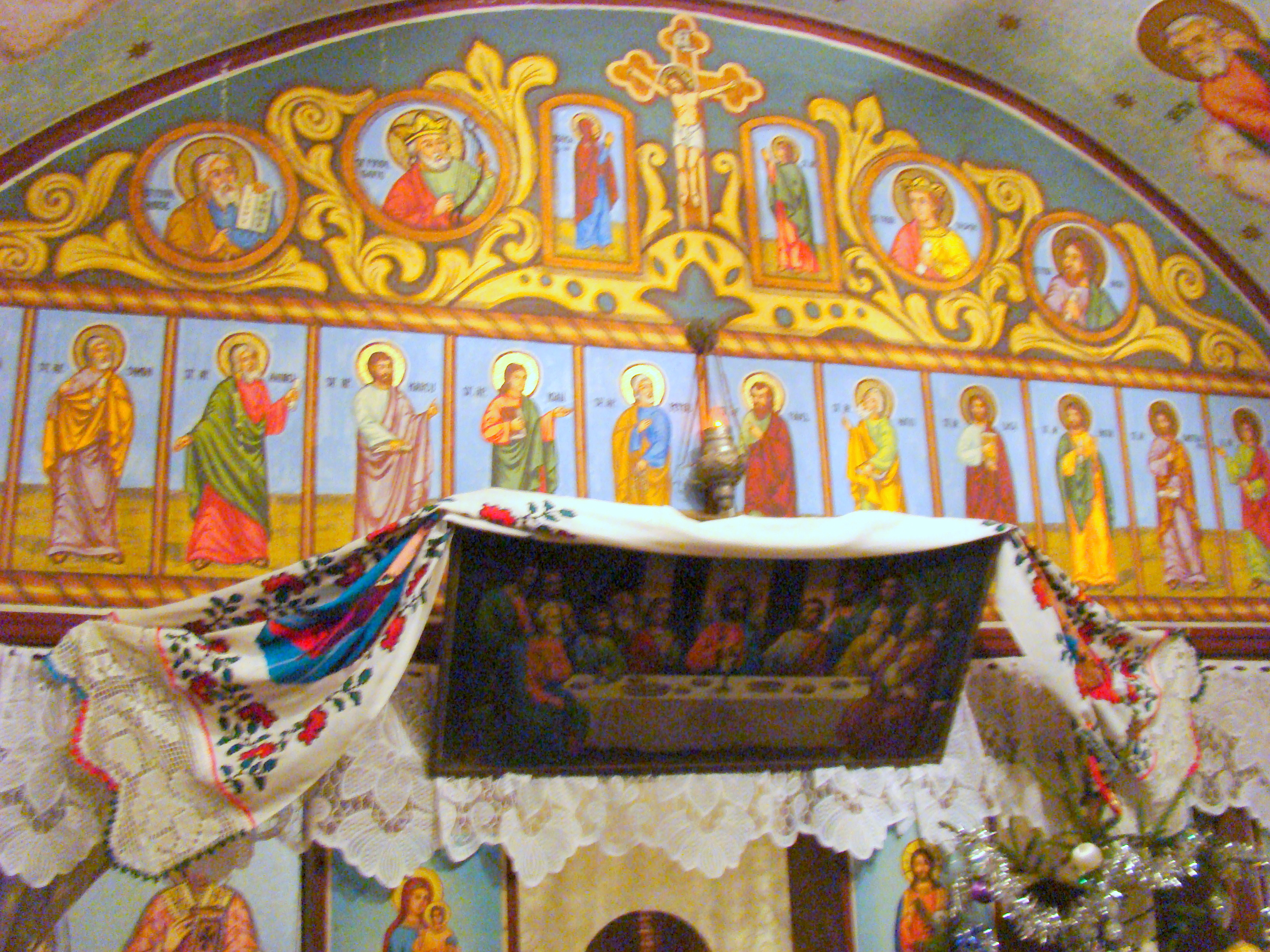
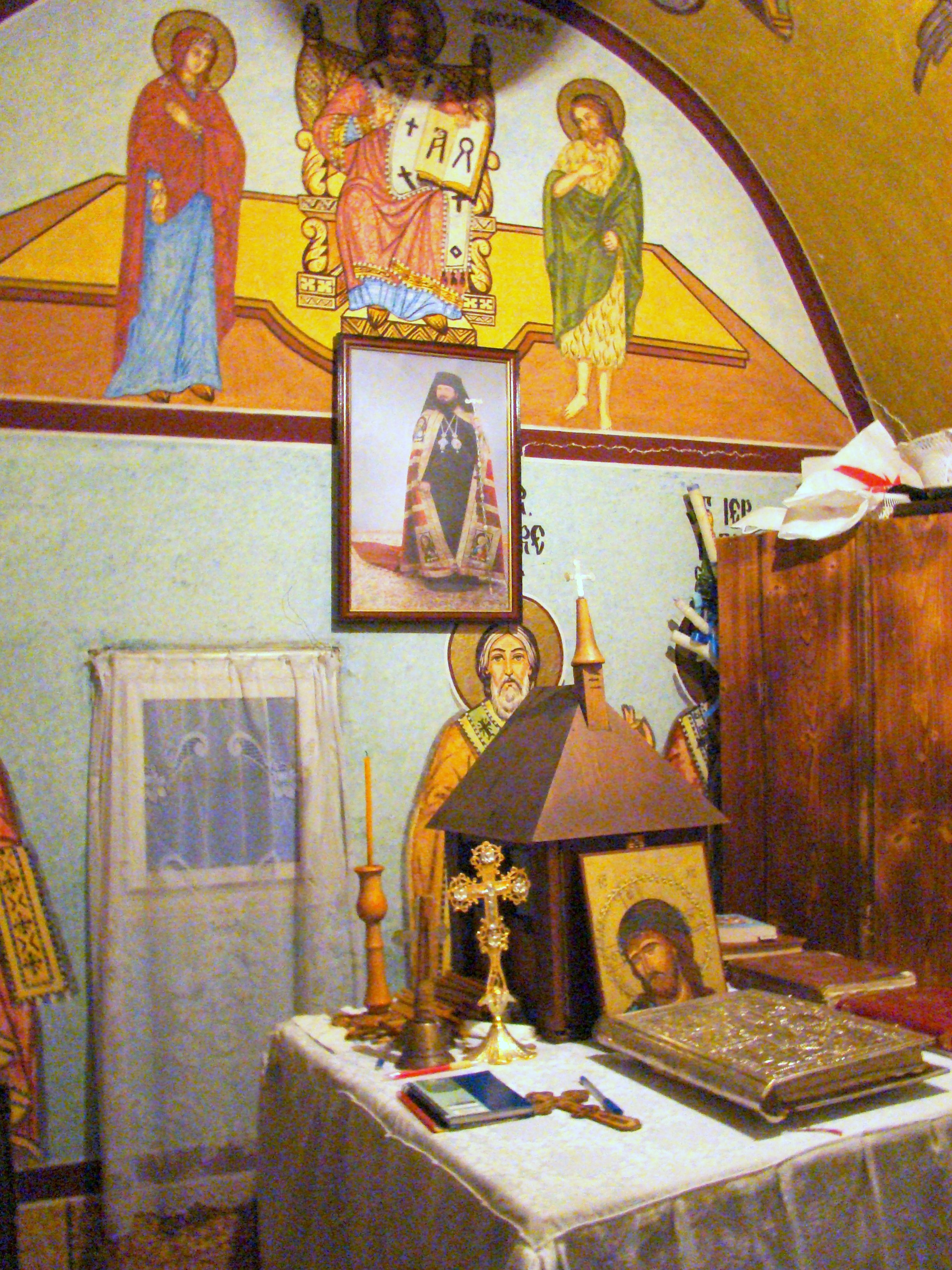

## Imagini din exterior

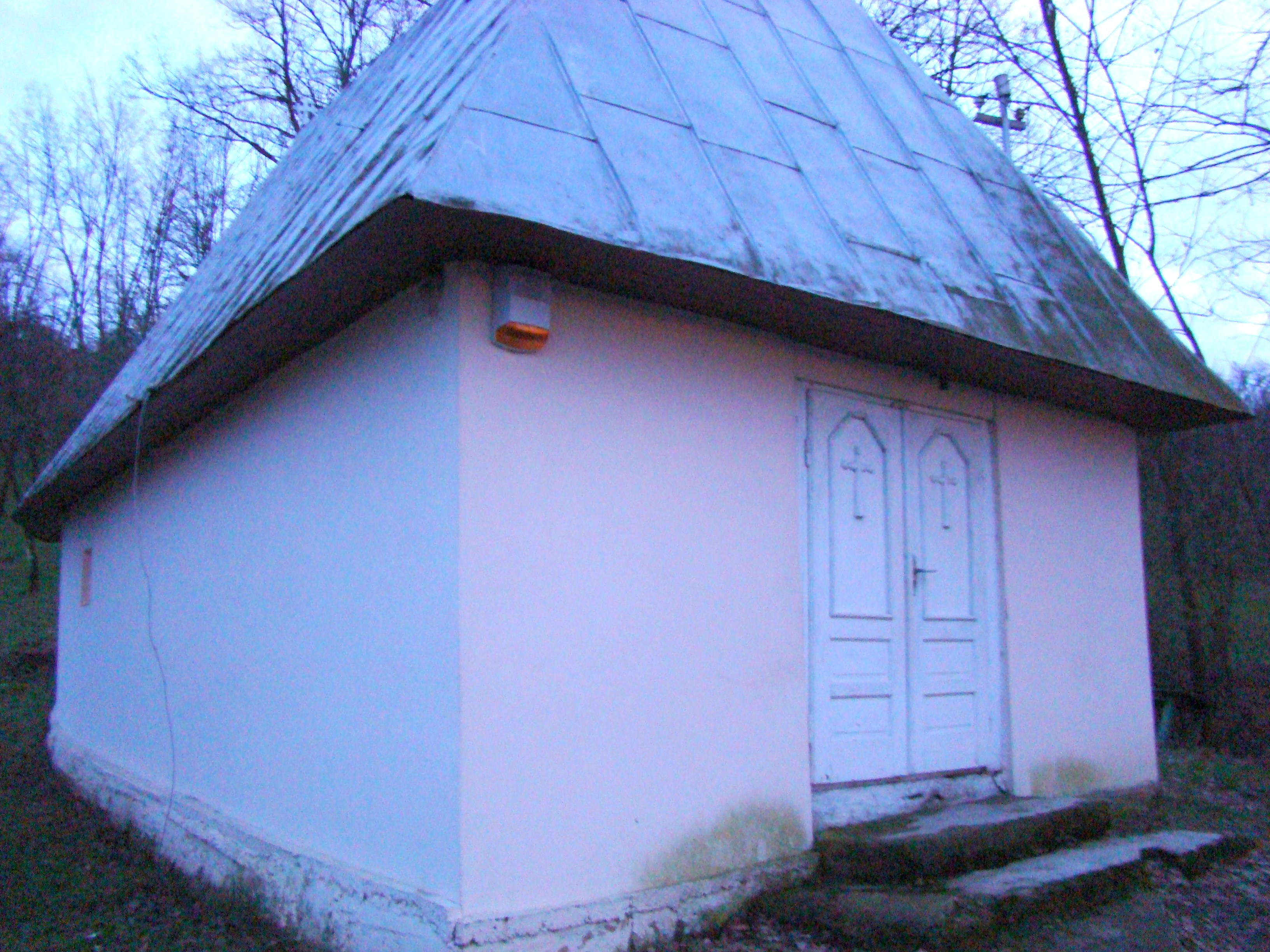
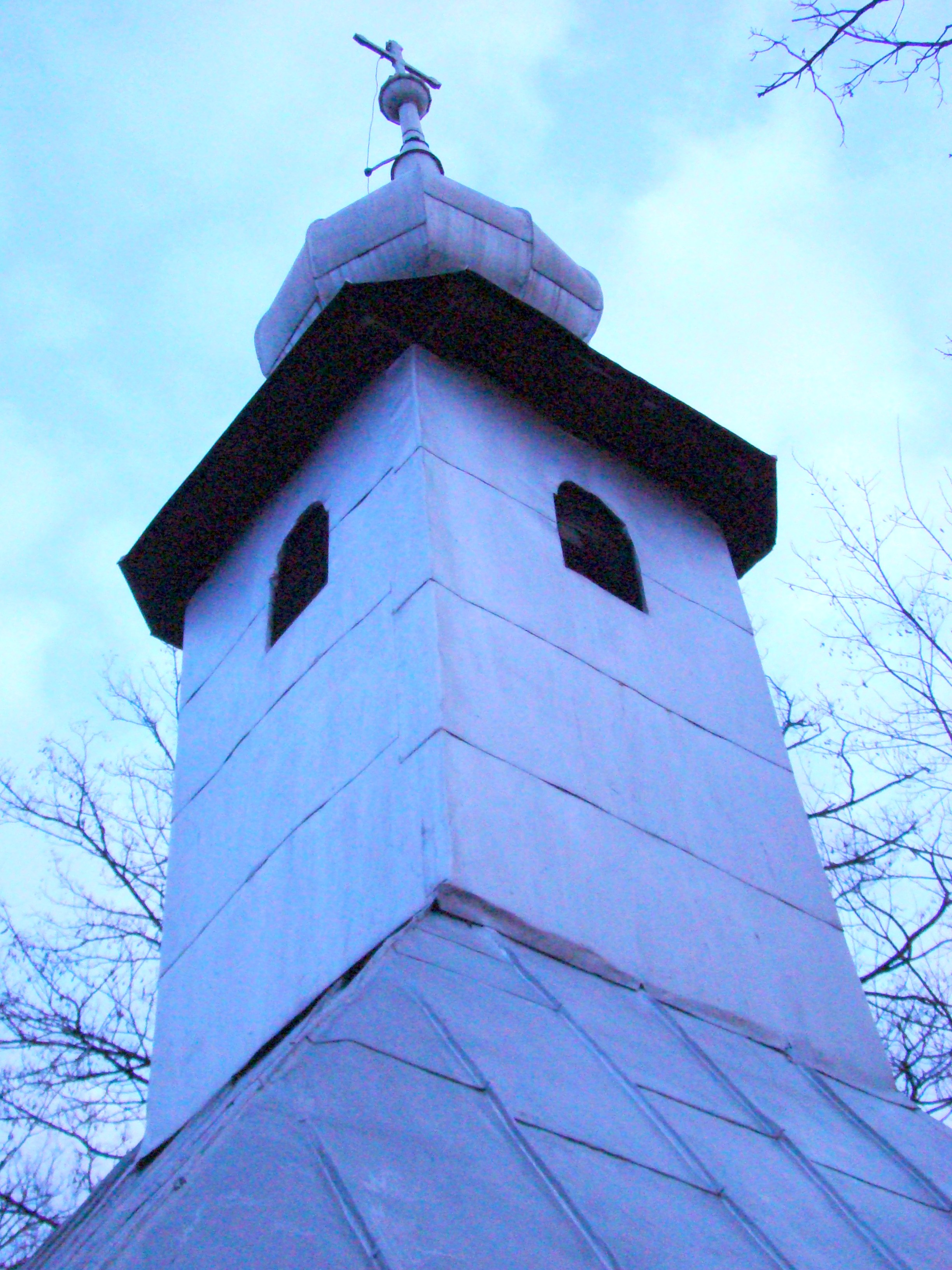
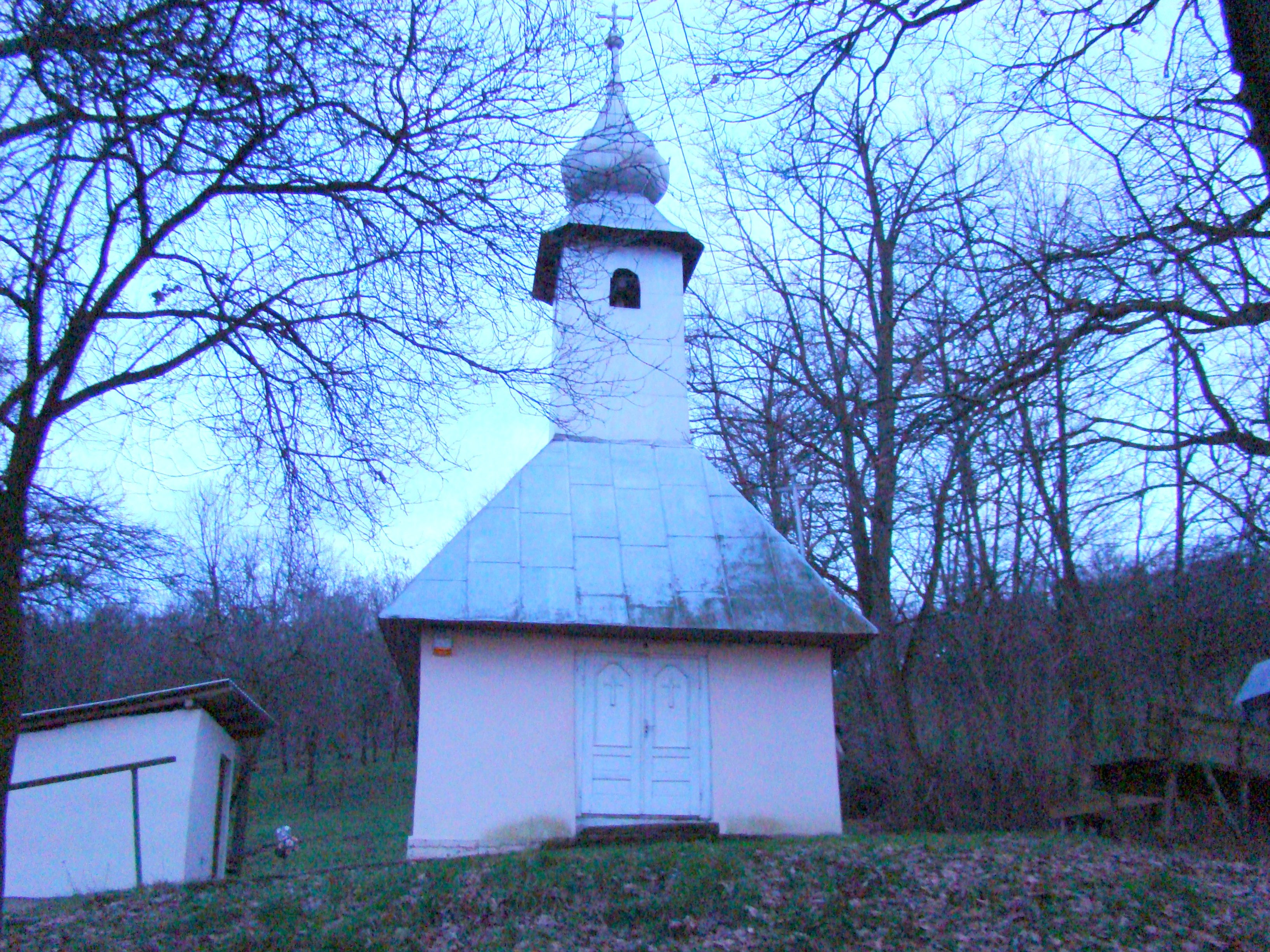
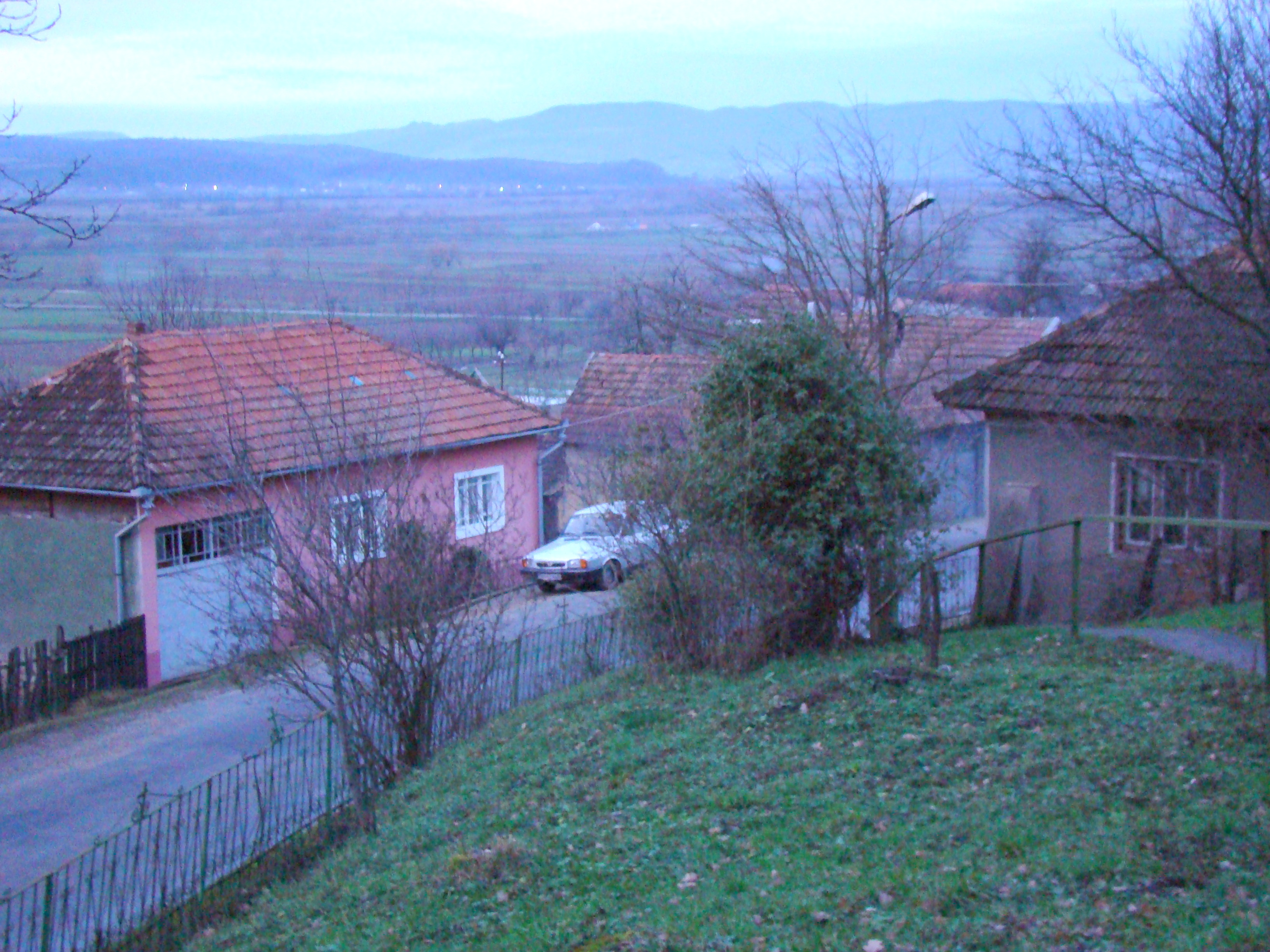
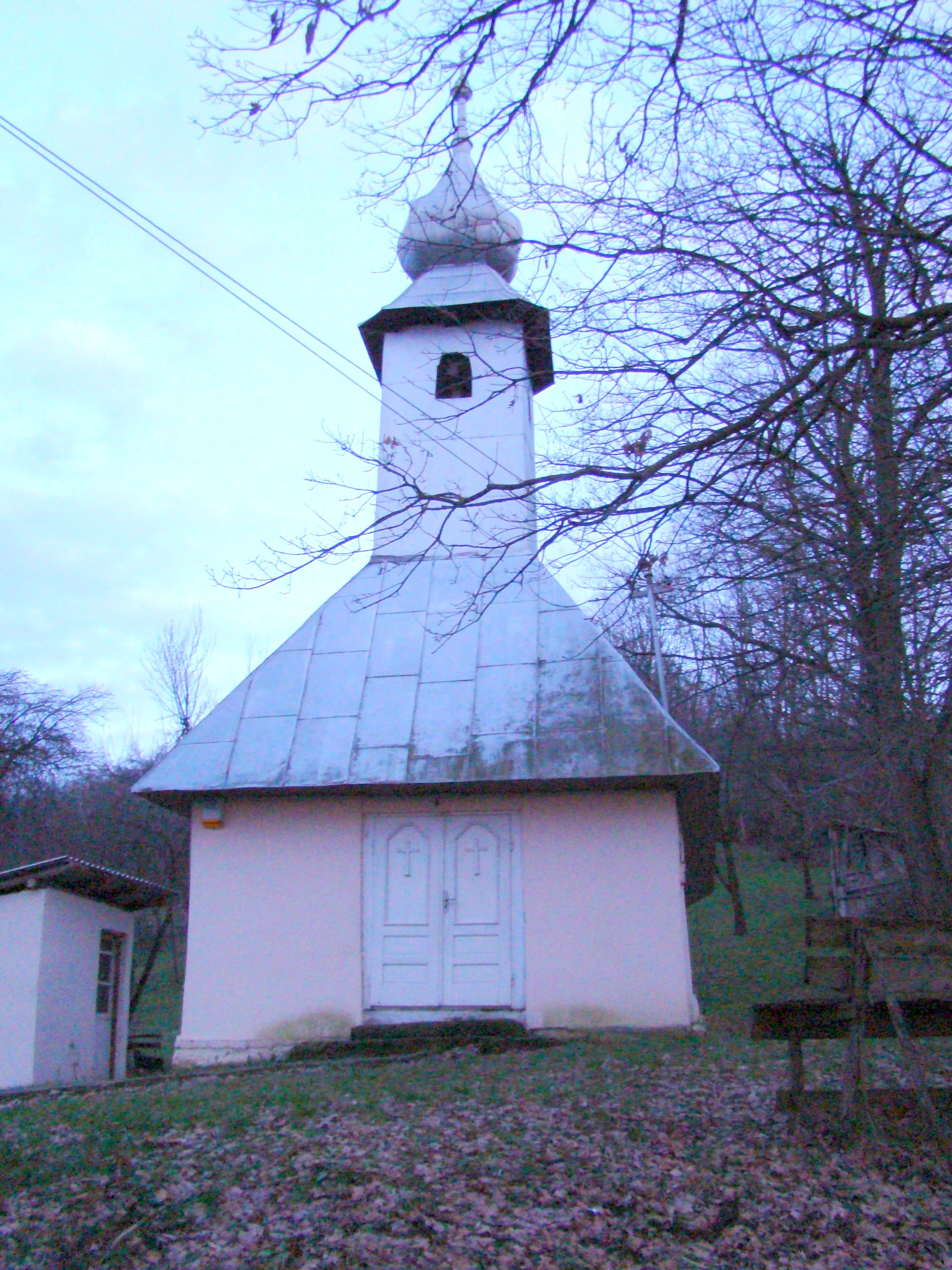
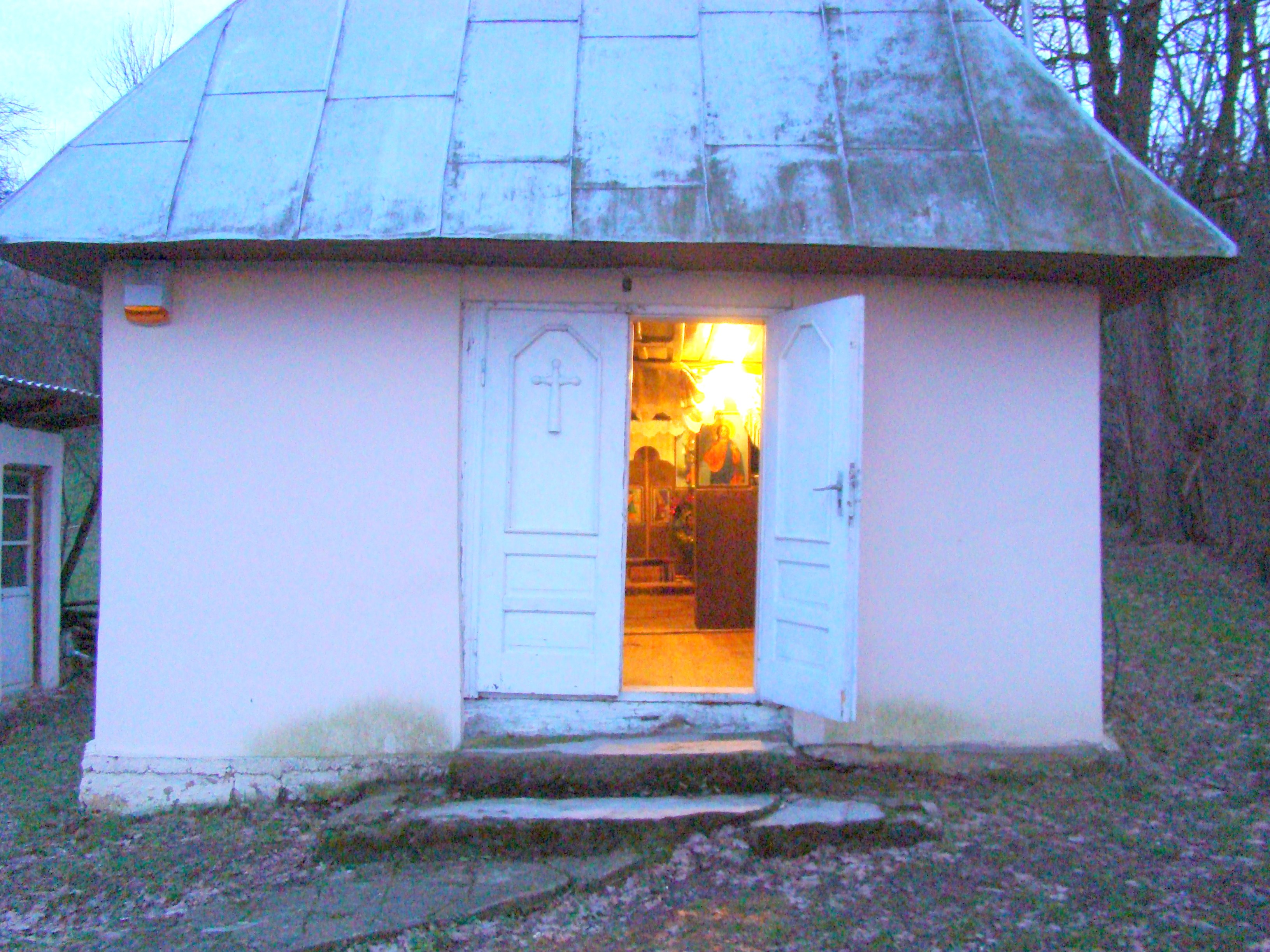
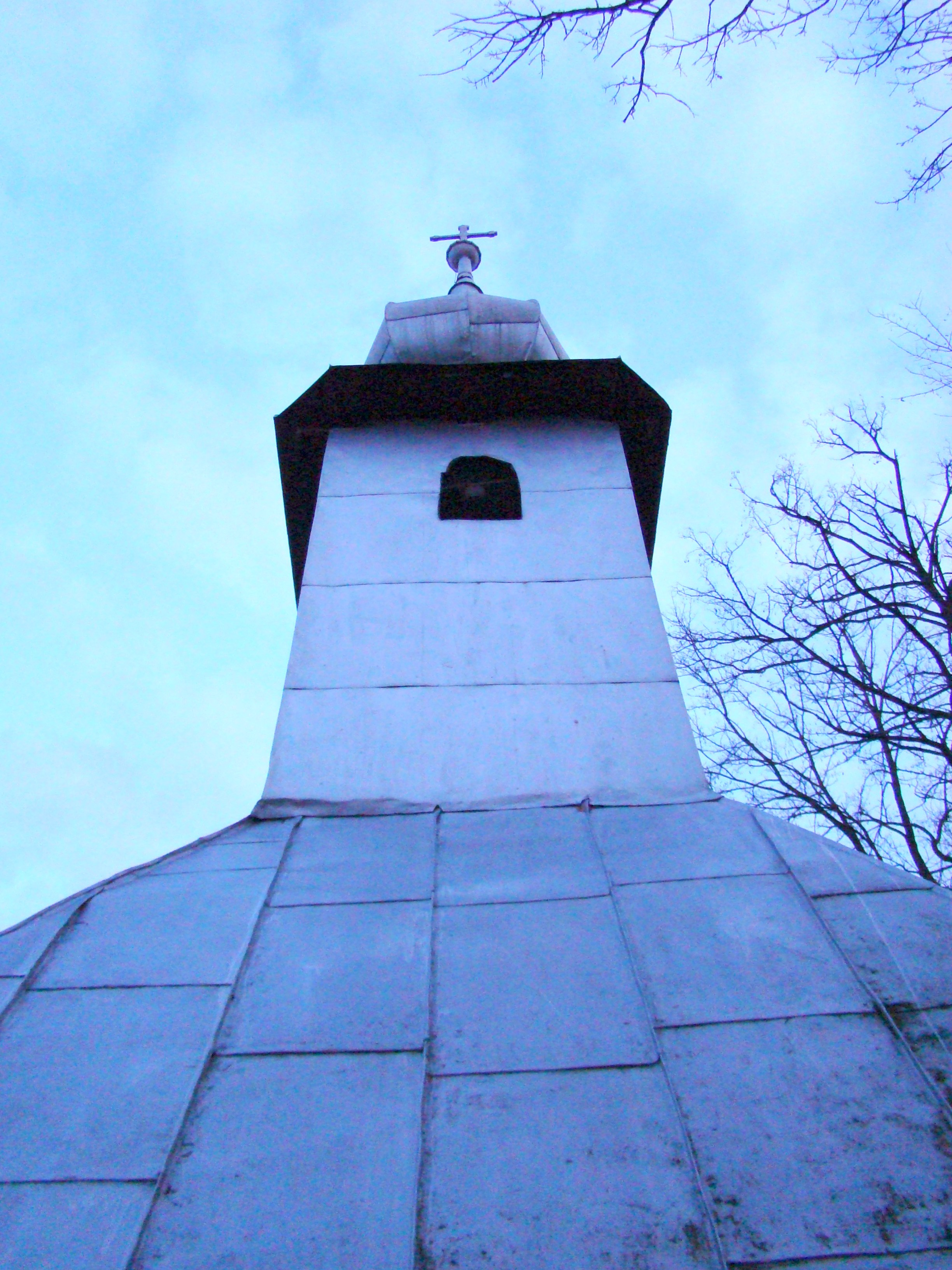
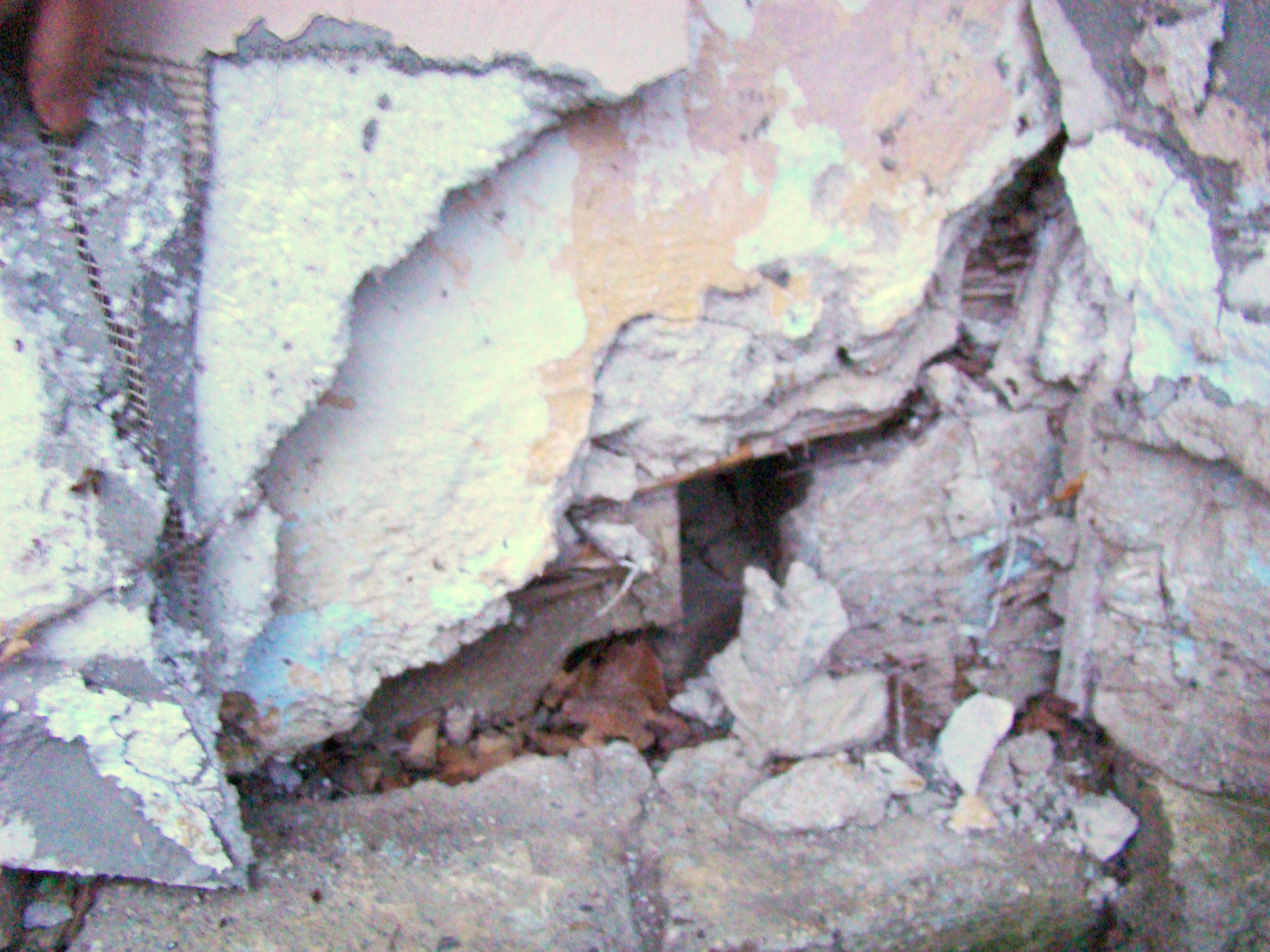
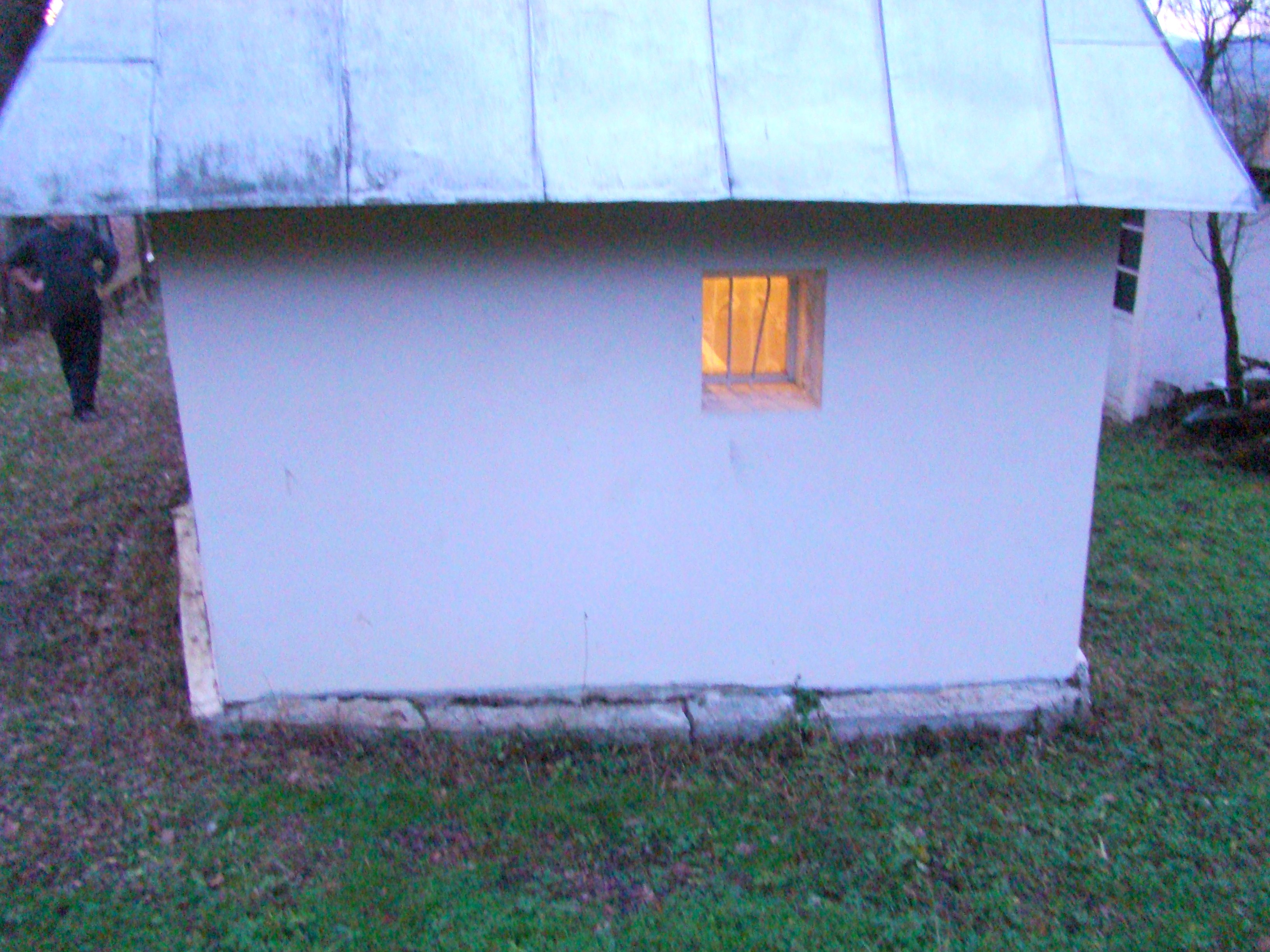
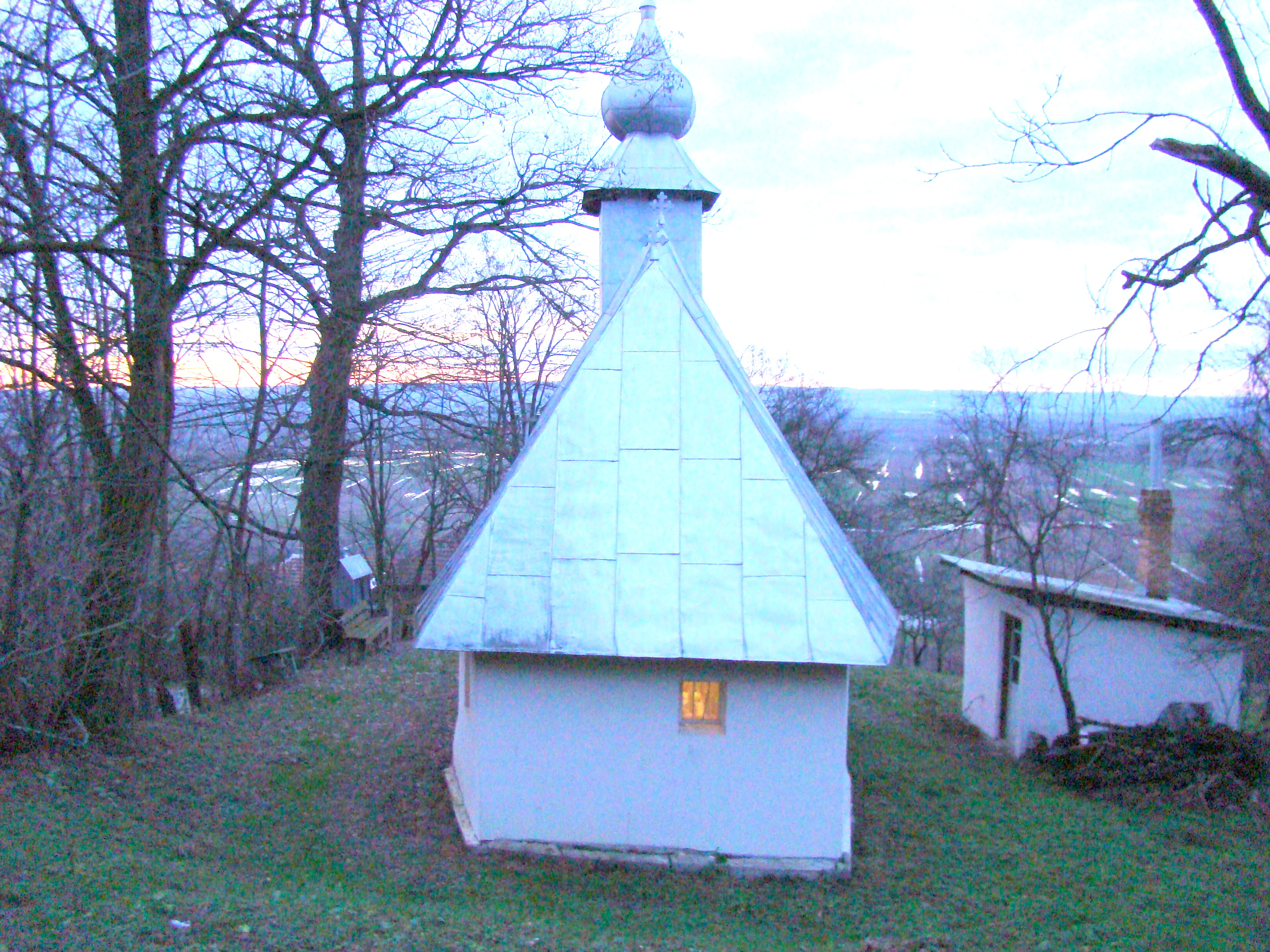
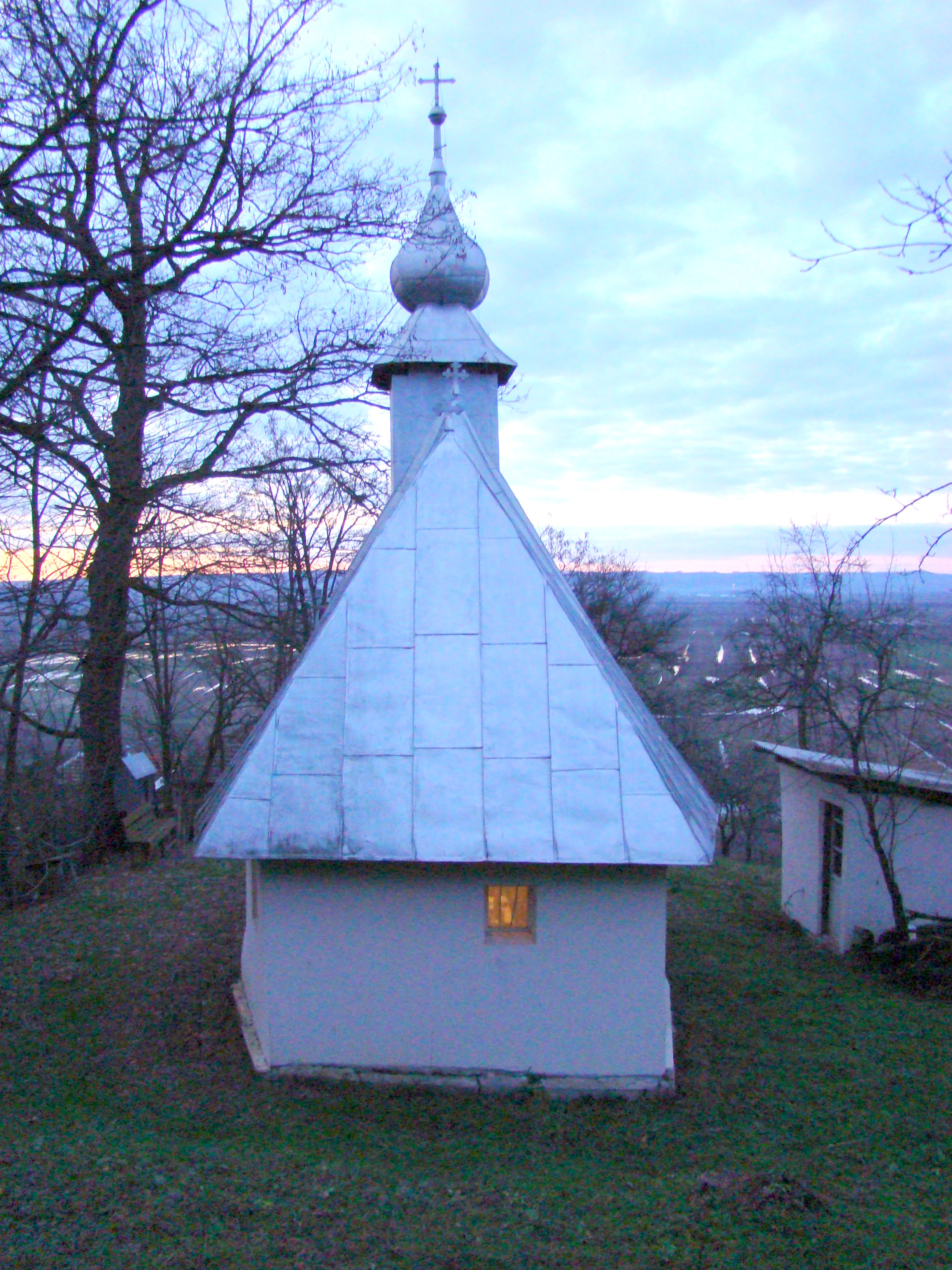
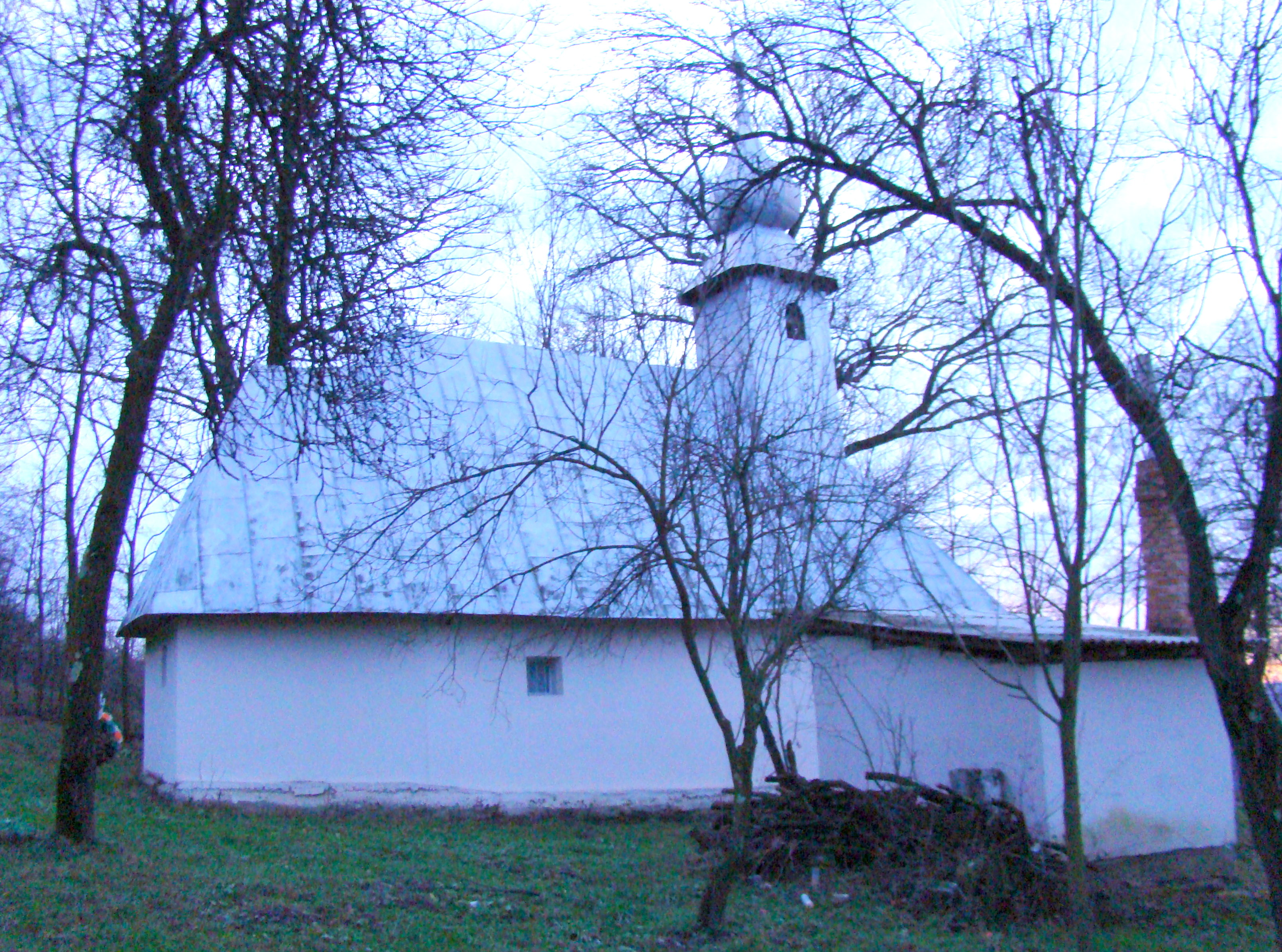
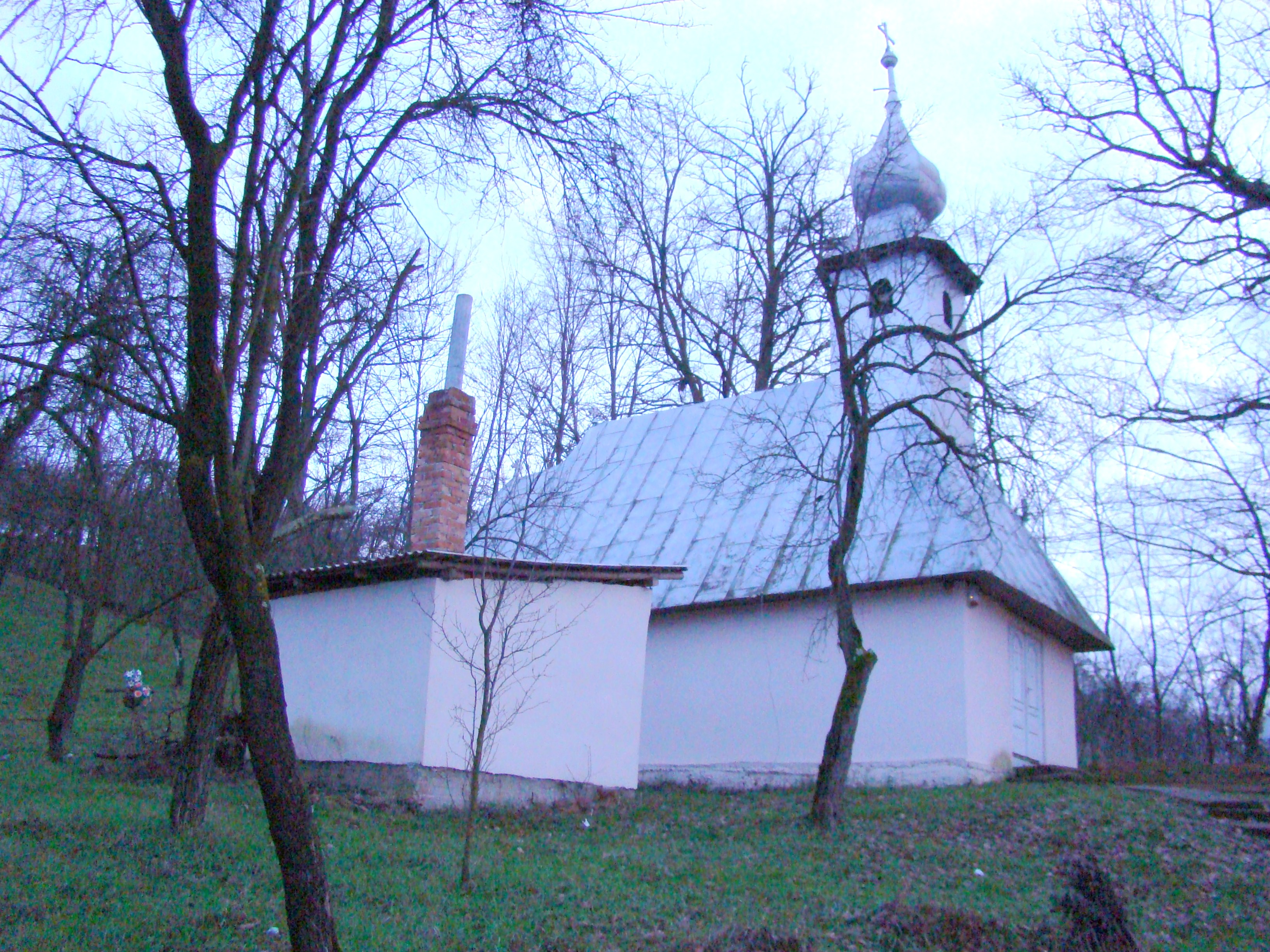
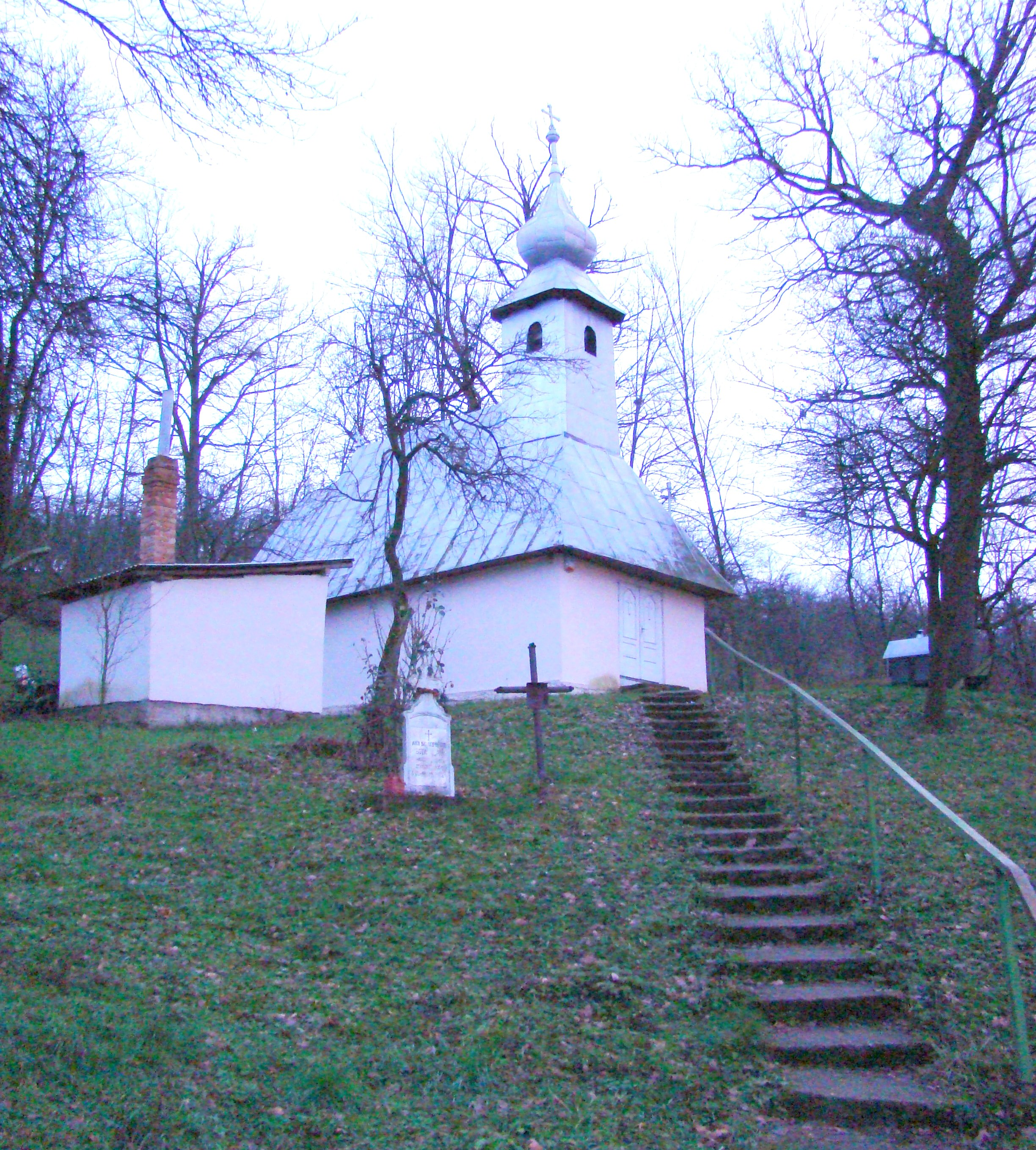